# 中正區 (臺北市)
25°01′57″N 121°31′05″E / 25.0324°N 121.518°E
中正區位於臺灣臺北市西南側，昔日建有臺北府城，為臺北市區較早開發的區域，轄內有包括中華民國總統府、行政院、立法院、司法院、監察院在內等多個重要中央政府機關，作為臺北都會區交通樞紐的臺北車站亦位於本區，確立其政經中心的特殊地位。2010年，臺北市政府配合舉辦花博而制定各區區花，中正區花為木棉花，民政局也特別製作區花版門牌。

## 歷史

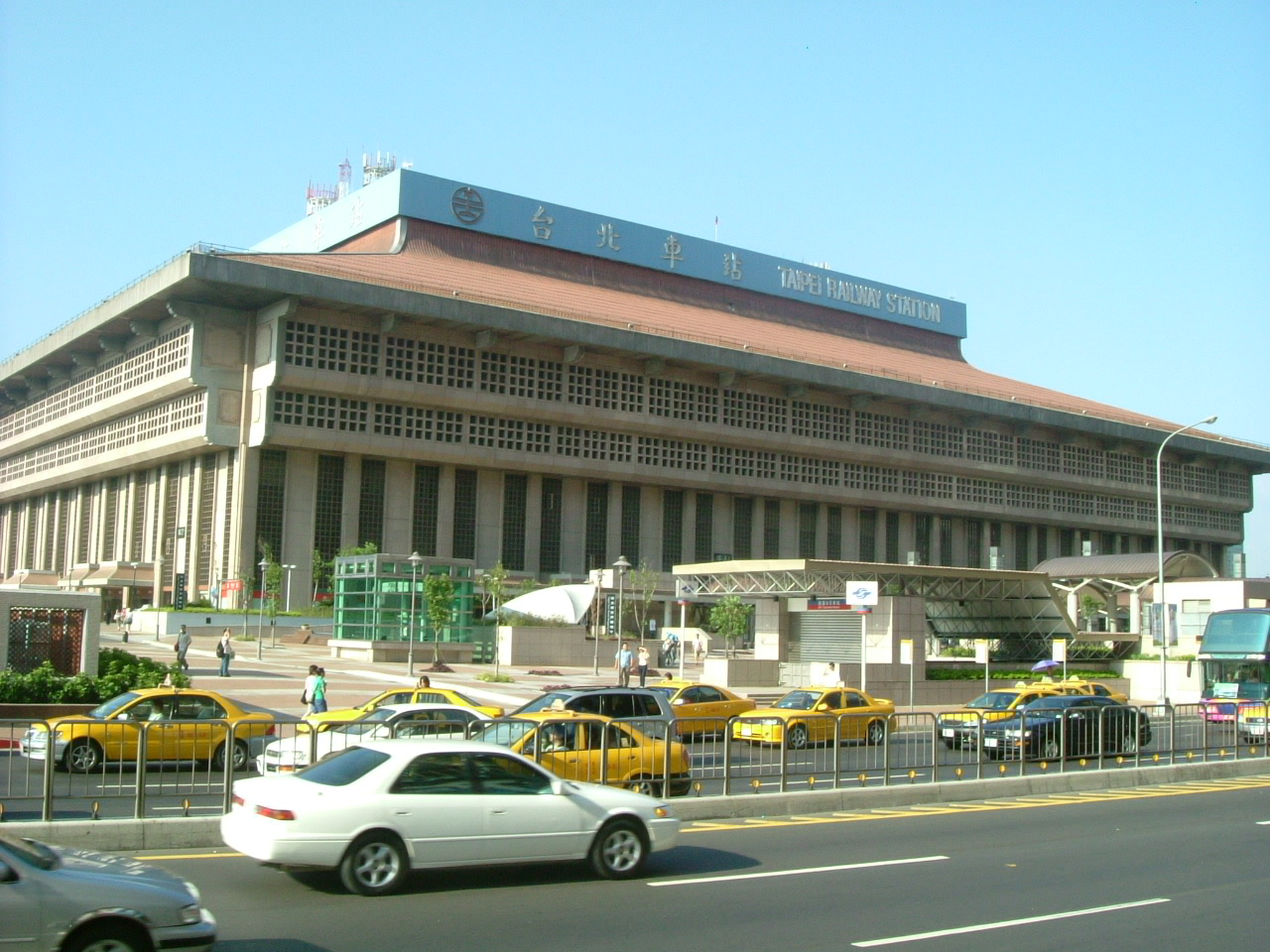
台北車站是多鐵共構的車站和交通轉運樞紐

1990年，臺北市進行行政區劃調整，將原城中區、古亭區及部分大安區（普愛、信愛、惠愛，即日後之三愛里、文光里）及雙園區（廈安里）合併而成為中正區。
而城中區包含臺北城內與三板橋；古亭區除了古亭外還包含崁頂、龍匣口、加蚋仔。

## 地理

### 邊界
東界：自市民大道（原縱貫線鐵路用地）北側沿新生南路一段道路中心線轉信義路二段接杭州南路二段，接羅斯福路二、三、四段與大安區為界。

西界：以北平西路接中華路一段沿中華路二段至泉州街口，銜接水源快速道路順地籍線跨堤防迄新店溪接市界止與萬華區為界。

南界：以新店溪河道中心線至福和橋，轉基隆路四段中心線至羅斯福路四段與新北市永和區、臺北市文山區為界。 

北界：自市民大道（原縱貫線鐵路）北側地籍線與大同區、中山區為界。

### 人口
根據臺北市中正區戶政事務所及臺北市政府民政局統計，2024年底中正區戶數約6.6萬戶，人口約14.8萬人，區內人口最多與最少的里分別是南福里與建國里，2024年底兩里人口分別為12,021人與1,867人，其中南福里也是臺北市人口最多的里。由於中正區內擁有多個高升學率的學校，有許多學齡人口遷移戶籍越區就讀，但同時也有人口老化的問題，因此非生產人口佔比偏高。2024年底，中正區的人口年齡構成中，有15.51%是0至14歲人口，61.81%是15至64歲人口，22.68%是65歲以上人口，是臺北市幼年人口佔比最高的行政區。

## 政治

### 歷任區長
| 區長姓名 | 區長任期                     | 備註 |
| -------- | ---------------------------- | ---- |
| 李慶瑞   | 1990年3月12日－1996年1月16日 |      |
| 劉錦興   | 1996年1月30日－1999年3月14日 |      |
| 師豫玲   | 1999年3月15日－2000年9月14日 |      |
| 林菁     | 2000年10月2日－2003年9月18日 |      |
| 許敏娟   | 2003年9月19日－2004年9月8日  |      |
| 孫清泉   | 2004年9月9日－2008年6月30日  |      |
| 詹訓明   | 2008年7月1日－2013年3月5日   |      |
| 林明寬   | 2013年3月19日－2017年2月13日 |      |
| 廖雪如   | 2017年4月25日－2020年8月26日 |      |
| 林聰明   | 2020年8月27日－2024年1月15日 |      |
| 許純綺   | 2024年2月27日－現任          |      |

### 區政組織
中正區公所是臺北市政府在中正區的派出機關，在中華民國政府架構中為市政府綜理區政的執行機關，上級業務監督機關為臺北市政府民政局。区长由市長任命，其任期為無任期保障。在區長及主任秘書之下，設有以下單位。

### 行政區

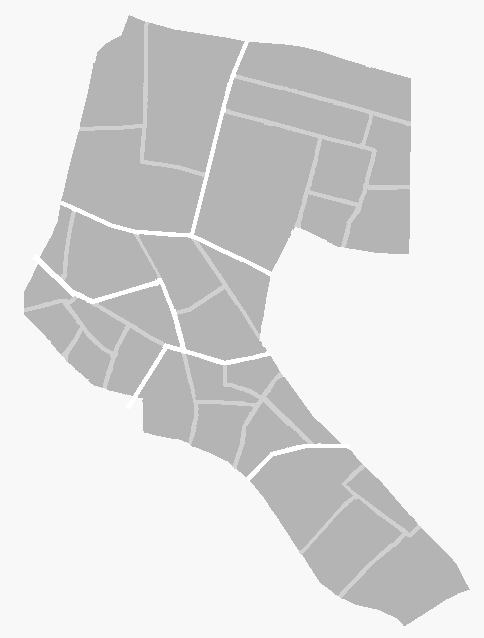
臺北市中正區次分區位置圖：
城內次分區（左上）
東門次分區（右上）
南門次分區（中上）
崁頂次分區（左）
古亭次分區（下二）
公館次分區（下）

| 次分區 | 里名   | 里名   | 里名   | 里名   | 里名   | 里名   | 里名   |
| ------ | ------ | ------ | ------ | ------ | ------ | ------ | ------ |
| 城內區 | 黎明里 | 光復里 | 建國里 |        |        |        |        |
| 東門區 | 東門里 | 三愛里 | 梅花里 | 幸市里 | 文北里 | 文祥里 | 幸福里 |
| 南門區 | 南門里 | 新營里 | 龍福里 | 南福里 | 愛國里 |        |        |
| 崁頂區 | 廈安里 | 忠勤里 | 永功里 | 永昌里 | 龍興里 | 龍光里 |        |
| 古亭區 | 河堤里 | 螢圃里 | 網溪里 | 板溪里 | 頂東里 | 螢雪   |        |
| 公館區 | 水源里 | 富水   | 文盛里 | 林興里 |        |        |        |

## 政府機關

### 中央機關
| | | |
| - 總統府 - 國史館 - 立法院 - 監察院 - 審計部 - 國家人權委員會 - 司法院 - 最高法院 - 最高行政法院 - 懲戒法院 - 憲法法庭 - 臺灣高等法院 - 臺灣臺北地方法院 - 行政院 - 行政院新聞傳播處 - 行政院消費者保護處 - 中央銀行 - 行政院人事行政總處 - 行政院主計總處 - 內政部 - 內政部移民署 - 內政部警政署 - 內政部警政署鐵路警察局 - 內政部警政署保安警察第六總隊 - 內政部警政署警察廣播電臺 - 外交部 - 外交部領事事務局 - 臺灣美國事務委員會 - 臺灣日本關係協會 | - 經濟部 - 經濟部國際貿易署 - 經濟部商業發展署 - 經濟部標準檢驗局 - 經濟部地質調查及礦業管理中心 - 教育部 - 教育部青年發展署 - 交通部 - 交通部中央氣象署 - 法務部 - 法務部廉政署 - 最高檢察署 - 臺灣高等檢察署 - 臺灣高等檢察署智慧財產檢察分署 - 臺灣臺北地方檢察署 - 環境部 - 環境部資源循環署 - 環境部氣候變遷署 - 農業部 - 農業部林業及自然保育署 - 農業部動植物防疫檢疫署 - 農業部農糧署 - 農業部農業金融署 - 農業部林業試驗所 | - 數位發展部 - 數位發展部資通安全署 - 數位發展部數位產業署 - 國家資通安全研究院 - 國家發展委員會 - 國家通訊傳播委員會 - 大陸委員會 - 僑務委員會 - 公平交易委員會 - 中央選舉委員會 - 文化部影視及流行音樂產業局 - 文化部蒙藏文化中心 - 財政部國有財產署 - 衛生福利部疾病管制署 - 衛生福利部中央健康保險署 - 勞動部勞工保險局 - 勞動部勞動基金運用局 - 國防部全民防衛動員署 - 全民防衛動員署後備指揮部 |

### 地方政府
- 臺北市中正區公所
- 臺北市中正區健康服務中心
- 臺北市中正區戶政事務所
- 臺北市政府工務局公園路燈工程管理處
- 臺北市政府工務局道路挖掘管理中心
- 臺北市家庭教育中心
- 臺北市交通事件裁決所
- 臺北市政府警察局
  - 刑事警察大隊(舊址，現為博愛路派出所)
  - 交通警察大隊
  - 中正第一分局(原城中分局)
    - 下設仁愛路、忠孝西路、博愛路、介壽路、忠孝東路5個派出所

  - 中正第二分局(原古亭分局)
    - 下設南昌路、思源街、泉州街、南海路、廈門街5個派出所
- 臺北市政府青年局
- 臺北市政府兵役局

## 司法
- 司法院
- 最高法院
- 最高行政法院
- 懲戒法院
- 憲法法庭
- 臺灣高等法院
- 臺灣臺北地方法院

## 軍事
- 國防部全民防衛動員署
- 全民防衛動員署後備指揮部
- 臺北市後備指揮部
- 憲兵202指揮部
- 臺北憲兵隊
- 國防安全研究院
- 國防部福利事業管理處
- 青年日報社
- 漢聲廣播電台

## 宗教信仰

### 道教和臺灣民間信仰
- 二二八公園福德宮
- 東門里福德宮
- 聖安宮 (光華商場)
- 長慶廟
- 臺灣省城隍廟
- 崁頂永義宮
- 古亭地府陰公廟
- 古亭南福宮
- 東門聖母宮
- 公館永興宮

### 佛教
- 善導寺 (臺北市)
- 十普寺
- 光華寺
- 臺大地藏庵
- 寶藏巖

### 基督宗教
| 宗派                             | 教會（禮拜堂 / 聖堂） |
| -------------------------------- | --- |
| 天主教                           | 華山救世主堂、詔安街聖維雅納堂、同安街聖若瑟天主堂、古亭耶穌聖心堂 |
| 正教會                           | 臺灣基督正教會（莫斯科大牧首座） |
| 歸正宗長老會（臺灣基督長老教會） | 城中教會、濟南教會、臺北南門教會、臺北東門教會、中華教會、中央教會、道生長老會福音教會、古亭教會、臺北中正教會、國際日語教會、榮星教會、臺北中山教會、公舘教會 |
| 聖公會                           | 顯現堂 |
| 路德宗（信義會）                 | 基督教臺灣信義會台北救恩堂、基督教路德會永生堂 |
| 浸禮宗（浸信會）                 | 懷寧浸信會、中華基督教浸信會聯會、浸信會仁愛堂、財團法人中華基督教廈門街浸信會、平安浸信會、社團法人台北市基督教安提阿浸信會 |
| 循道宗（衛理會）                 | 中華基督教衛理公會 城中教會 |
| 靈糧堂                           | 中正靈糧福音中心、台北法國號靈糧堂、古亭靈糧福音中心 |
| 召會                             | 台北市召會（第1、8、38、47、62、76、82、85聚會所） |
| 其他                             | 臺北歸正福音教會、台北基督之家醒吾大樓新堂、基督教青年會、社團法人中華神同在全人關懷協會、恩寵教會、財團法人基督教中華傳道會天恩堂、Church in the River of Life、基督教沃土教會、財團法人台北市基督徒聚會處、真耶穌教會台北教會、林森南路禮拜堂、中華基督教禮賢會台北堂、亞洲使徒中心、台北榮光小組教會、台北大衛帳幕教會、迦南會第一會堂、基督教中國佈道會台北聖道堂、Guting Holiness Church、城市之光教會、基督教會古亭佳音堂、Christ Movement Community Church - CMCC、ACT 30 使徒中心、台北基督徒禮拜堂、台北萬民教會 |

### 伊斯蘭教
- 臺北文化清真寺

## 教育

### 博物館及文藝機構
- 國家兩廳院
  - 國家戲劇院
  - 國家音樂廳
- 國立臺灣博物館
- 國立歷史博物館
- 南海學園
- 中華文化總會
- 長榮海事博物館
- 臺北市立成功高級中學蝴蝶宮昆蟲博物館
- 市長官邸藝文沙龍
- 自來水博物館
- 郵政博物館
- 醫學人文博物館
- 中正紀念堂
- 國軍歷史文物館
- 總統副總統文物館
- 牯嶺街小劇場
- 水源劇場

### 圖書館
- 國家圖書館
- 立法院國會圖書館
- 國家兩廳院表演藝術圖書館
- 國立臺灣大學醫學圖書館[7]
- 國立臺北商業大學圖書館[8]
- 臺北市立圖書館王貫英先生紀念圖書館
- 臺北市立圖書館城中分館[9]
- 臺北市立圖書館南機場借還書工作站[10]
- 臺北市立圖書館西門智慧圖書館
- 臺北市立圖書館古亭智慧圖書館[11]

### 社區大學
- 臺北市中正社區大學

### 大專院校
- 臺北市立大學博愛校區
- 國立臺灣大學醫學院
- 國立臺灣大學公共衛生學院
- 國立陽明交通大學北門校區
- 東吳大學城中校區
- 中國文化大學博愛校區大新館
- 中華大學臺北校區
- 國立臺北商業大學臺北校區
- 法鼓文理學院推廣教育中心(德貴學苑)[12]

### 高級中等學校
- 臺北市立建國高級中學
- 臺北市立第一女子高級中學
- 臺北市立成功高級中學
- 臺北市私立強恕高級中學
- 臺北市私立開南高級商工職業學校
- 臺北市私立南華高級中學職業進修學校

### 國民中學

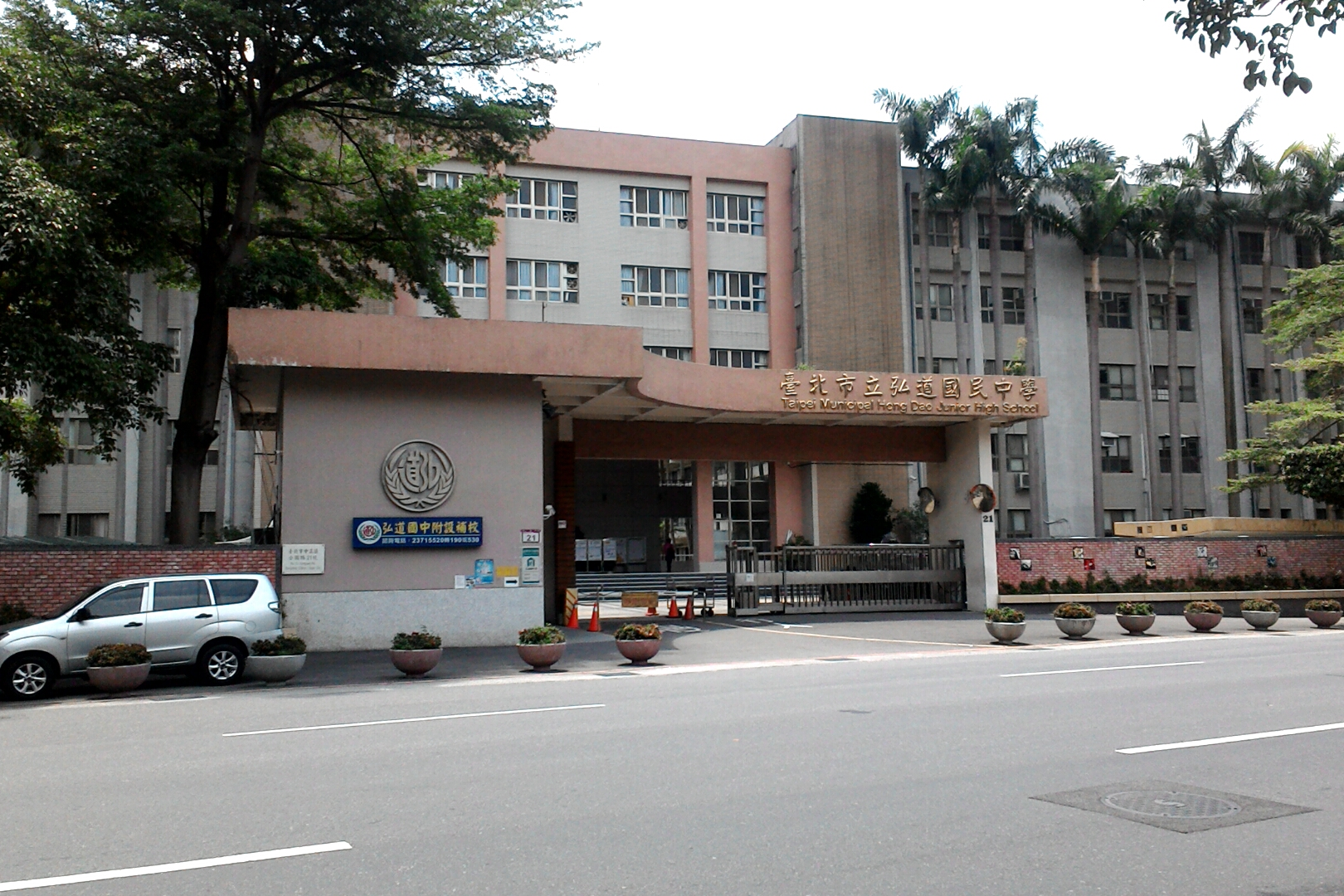
弘道國中

- 臺北市立中正國民中學
- 臺北市立弘道國民中學
- 臺北市立螢橋國民中學
- 臺北市立古亭國民中學
- 臺北市立南門國民中學

### 國民小學

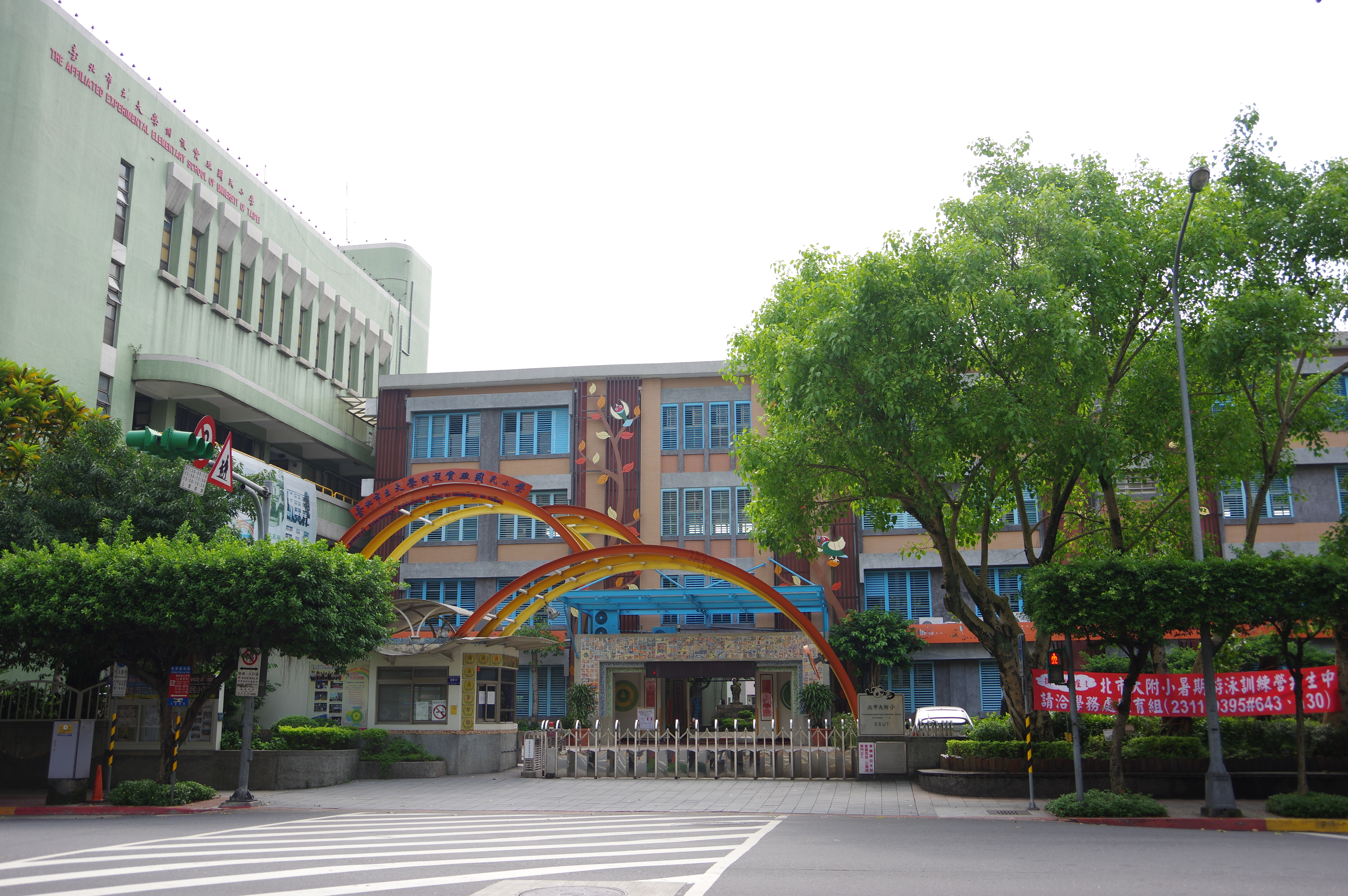
北市大附小

- 臺北市立大學附設實驗國民小學
- 臺北市忠孝國民小學
- 臺北市螢橋國民小學
- 臺北市東門國民小學
- 臺北市國語實驗國民小學
- 臺北市河堤國民小學
- 臺北市忠義國民小學

### 幼兒園
- 臺北市立螢橋國民小學附設幼兒園
- 臺北市立東門國民小學附設幼兒園
- 臺北市立河堤國民小學附設幼兒園
- 臺北市立忠義國民小學附設幼兒園
- 臺北市立忠孝國民小學附設幼兒園
- 臺北市立大學附設實驗國民小學附設幼兒園
- 國立臺北教育大學附設實驗國民小學附設幼兒園
- 城中衛理幼兒園
- 幼學幼兒園
- 愛徳幼兒園
- 忠心幼兒園
- 聖恩幼兒園
- 私立強恕高級中學附設幼兒園
- 東和幼兒園
- 恵幼幼兒園
- 生活家幼兒園
- 乖乖幼兒園
- 聯華幼兒園
- 清華幼兒園

### 其他教育機構
- 台北利氏學社
- 台北語文學院
- 國語日報社附設課程中心
- 楊氏速讀文教機構
- 北一文教機構
- 台北儒林升大學補習班
- 巨匠電腦總管理處、台北認證中心
- 南陽街(以許多補習班聚集產生聚集經濟為特色，可說是全台北補習班最密集的地方，俗稱「補習街」)

## 醫療機構
- 國立臺灣大學醫學院附設醫院[13]
- 臺北市立聯合醫院和平院區[14]
- 臺北市立聯合醫院婦幼院區[15]
- 郵政醫院[16]
- 三軍總醫院汀州院區[17]

## 金融機構及企業
- 臺灣銀行總行
- 臺灣土地銀行總行
- 全國農業金庫總行
- 中國輸出入銀行總行
- 台灣電力公司總管理處
- 中華電信總公司
- 互助營造股份有限公司總部[18]
- 荷蘭商葛蘭素史克藥廠股份有限公司台灣分公司[19]
- 台灣佳能資訊台北總公司(Canon)[20]
- 國營臺灣鐵路股份有限公司
- 國光客運總部
- 永豐餘造紙股份有限公司總部

## 市場
- 東門市場[21]
- 東門外市場[22]
- 南門市場
- 水源市場
- 華山市場[23]
- 城中市場

## 政黨團體
- 臺灣民眾黨總部：位於臺北市中正區杭州南路一段27號2樓
- 中國青年黨總部：位於臺北市中正區杭州南路一段23號7樓之1
- 民主進步黨總部：位於臺北市中正區北平東路30號10樓
- 台灣團結聯盟總部：位於臺北市中正區紹興北街35號4樓之3
- 台灣綠黨總部：位於臺北市中正區北平東路28號6樓

## 購物
- 台北雙子星
- 台北站前商圈
  - 重慶南路書店街[24]
  - 台北車站地下商場
  - 新光三越百貨台北站前店
- 公館商圈（公館夜市）
- 光華商場（光華數位新天地）
- 三創數位生活園區
- 古亭商圈

八德路一段82巷有多間著名餐廳

- 北平龍門客棧餃子館 (1968年開業，歷史悠久的知名水餃店)
- 阜杭豆漿 (1958年開業，歷史悠久的知名豆漿店，曾榮獲2018年米其林指南必比登推薦)

## 媒體
廣播電台
- 環球七福廣告
  - HitFM聯播網
  - POP Radio
- 台灣廣播公司台北總台
- 警察廣播電臺
- 漢聲廣播電臺
- 正聲廣播公司
- 飛碟電台
- 台灣全民廣播電台

電視臺
- 東森電視

報紙
- 中國時報
- 國語日報
- 基督教論壇報
- 基督教今日報

## 體育場館
- 中正運動中心

## 交通

### 捷運
台北捷運
- 板南線：台北車站 - 西門站 - 忠孝新生站 - 善導寺站
- 淡水信義線：台北車站 - 台大醫院站 - 中正紀念堂站 - 東門站
- 中和新蘆線：忠孝新生站 - 東門站 - 古亭站
- 松山新店線：西門站 - 小南門站 - 中正紀念堂站 - 古亭站 - 台電大樓站 - 公館站
- 萬大樹林線：中正紀念堂站 - 植物園站

桃園捷運
- 機場線：台北車站
  - 桃園捷運機場線有直達車與普通車2種營運模式，直達車自台北車站行駛至臺灣桃園國際機場，途中僅停靠市區及機場端主要車站，需時約35分鐘；普通車則全線運行、各站皆停，台北車站至桃園機場約需50分鐘。另外亦有規畫於台北車站提供旅客預辦登機服務。

### 鐵路
臺鐵
- 縱貫線：台北車站

台灣高速鐵路
- 台灣高鐵：台北車站

### 道路
省道
- 臺1線：忠孝西路（與共線）、忠孝橋
  - 臺1甲線：中山北路
- 臺3線：忠孝西路（與共線）、中華路
- 臺5線：忠孝東路
- 臺9線：中山南路、羅斯福路

市區道路
- 仁愛路
- 信義路
- 杭州南路
- 金山南路
- 新生高架道路
- 市民大道

### 未來规划

#### 捷運
台北捷運
- 萬大樹林線（興建中）：中正紀念堂站 – 植物園站 – 廈安站

## 旅遊

### 景點

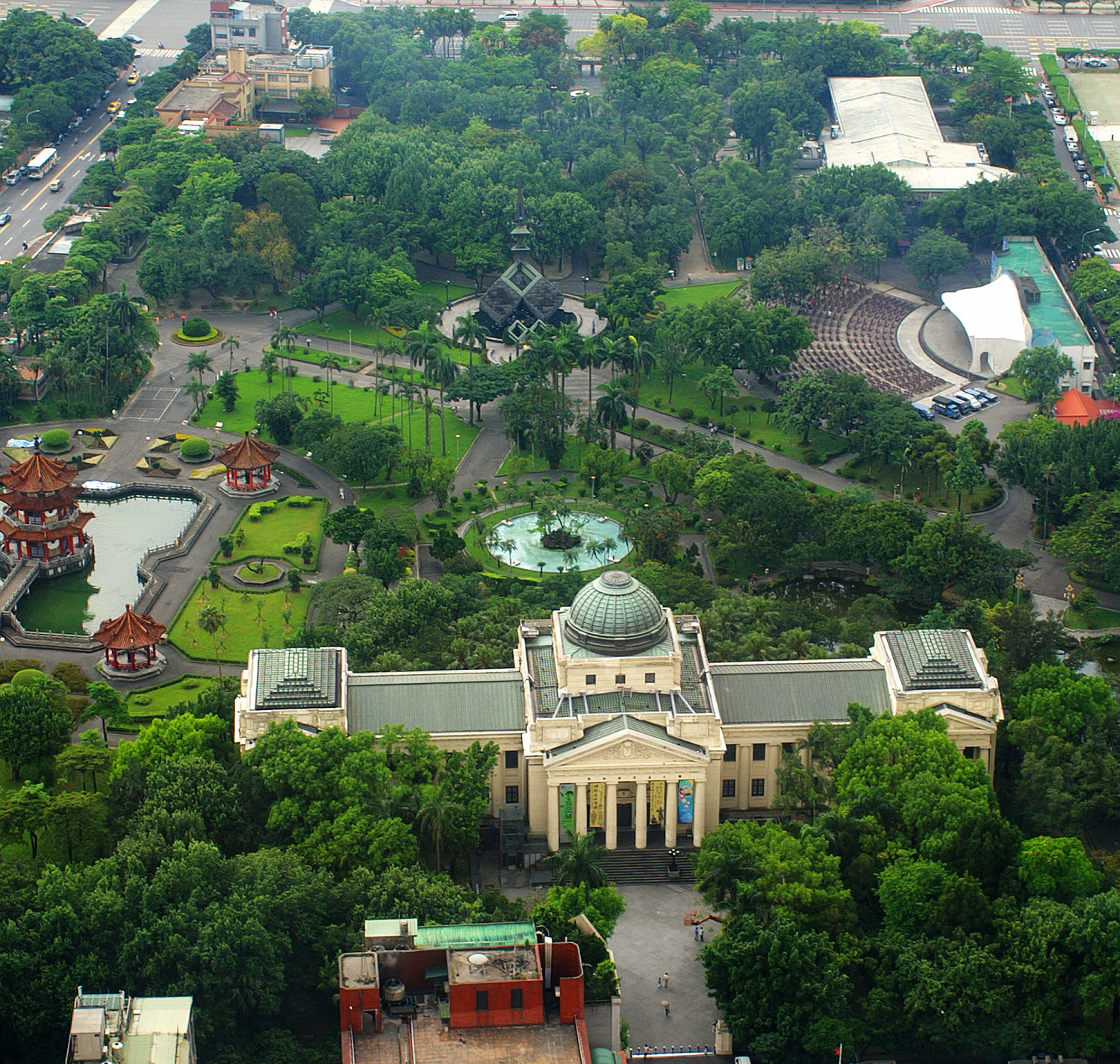
二二八和平公園

中山堂

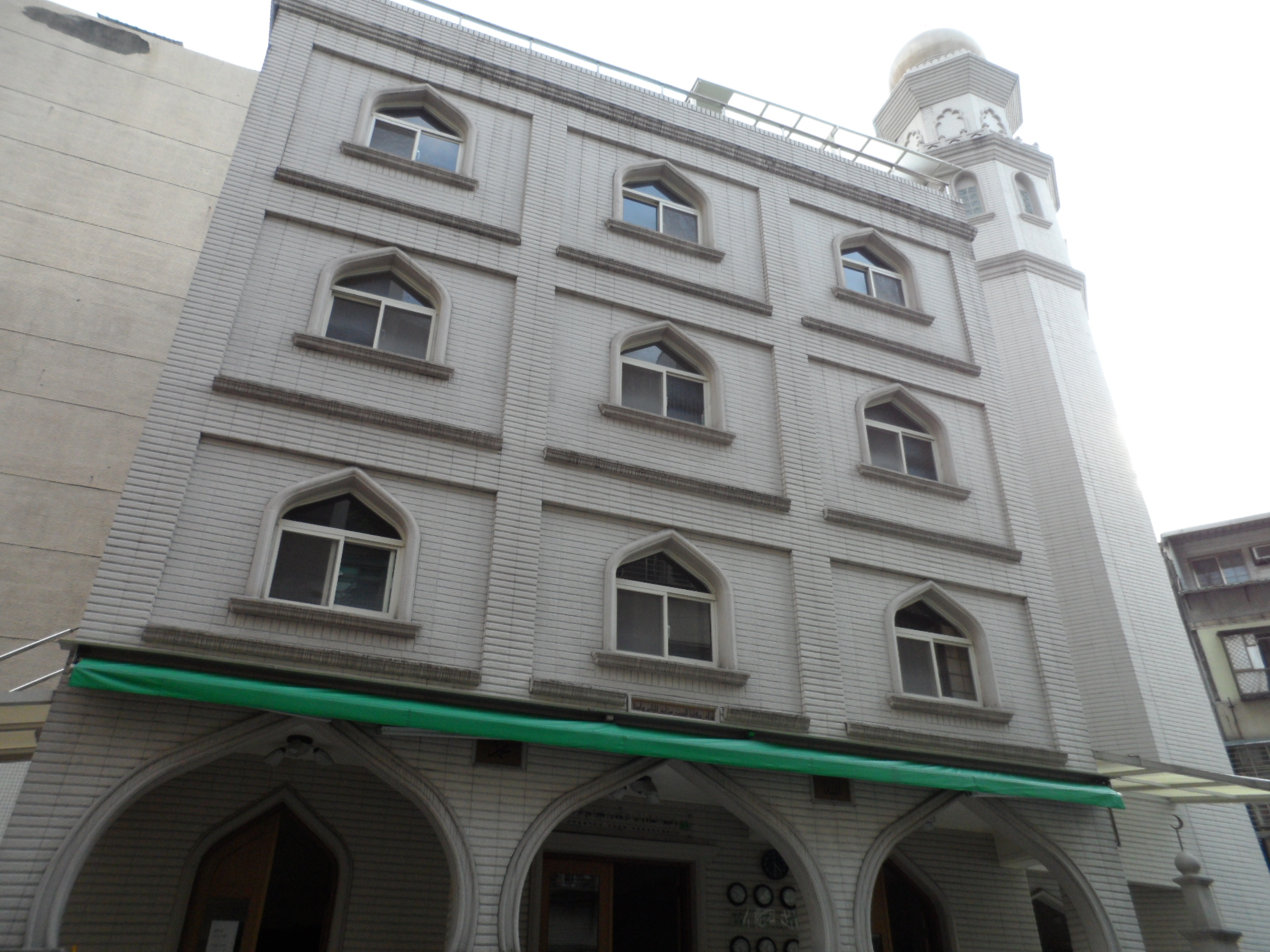
臺北文化清真寺

- 二二八和平公園
- 中山堂
- 臺北二二八紀念館
- 自來水博物館
- 林業試驗所林業陳列館
- 南機場夜市
- 中正紀念堂
- 祥瑞大樹
- 逸仙公園
- 國立歷史博物館
- 楊英風美術館
- 臺北市客家文化主題公園
- 二二八國家紀念館
- 公館商圈(部分)
- 臺北植物園
- 成功高中昆蟲博物館
- 國家兩廳院
  - 國家戲劇院
  - 國家音樂廳
- 國立臺灣博物館
- 國軍歷史文物館
- 郵政博物館
- 臺灣省城隍廟
- 臺北撫臺街洋樓
- 總統副總統文物館
- 蒲添生雕塑紀念館[25]
- 華山藝文特區

### 古蹟
由於中正區是清代就建立的台北府城所在地，發展時間早，因此區內古蹟（含歷史建築）為全市之冠。
| | | | |
| 國定古蹟 - 臺北府城 - 臺北府城門－東門 - 臺北府城門－南門 - 臺北府城門－小南門 - 臺北府城門－北門 - 司法大廈 - 監察院 - 總統府 - 行政院 - 專賣局 - 臺灣總督府博物館（國立臺灣博物館） - 臺北賓館 - 嚴家淦先生故居 - 中正紀念堂 - 中山堂 | 直轄市定古蹟 - 臺北公會堂 - 急公好義坊（二二八和平紀念公園內） - 黃氏節孝坊（二二八和平紀念公園內） - 臺北水道水源地（水資源博物館） - 臺北郵局 - 原臺灣教育會館 - 勸業銀行舊廈 - 臺大醫院舊館（臺大醫院） - 臺大醫學院舊館 - 臺北酒廠（華山藝文特區） - 臺北第一高女 - 臺北撫臺街洋樓（臺北攝影中心預定地） - 臺灣電力株式會社社長宿舍 - 臺灣銀行總行大廈 - 臺灣廣播電臺放送亭（二二八和平紀念公園內） - 臺灣總督府交通局遞信部（今國史館） | - 臺灣總督府電話交換局（中華電信博愛路服務中心） - 自由之家 - 李國鼎故居 - 帝國生命會社舊廈 - 建國中學紅樓 - 紀州庵（臺北市文學博物館預定地） - 原臺北信用組合（合作金庫城內支庫） - 原臺灣軍司令官官邸 - 劉真校長故居 - 原臺灣軍司令部（國防部後備指揮部） - 婦聯總會 - 濟南基督長老教會 - 臺大法學院（現為臺灣大學社會科學院） - 三井物產株式會社舊廈 - 大同之家_(古蹟) - 寶藏巖 - 齊東街日式宿舍 - 東和禪寺觀音禪堂 - 曹洞宗大本山臺灣別院鐘樓 | 歷史建築 - 三井物產株式會社舊倉庫 - 明星咖啡館 - 齊東街日式宿舍9處 - 齊東街53巷2、4、6、8、9、10、13號 - 濟南路2段25、27號 - 寶藏巖歷史聚落 - 延平南路45號 - 川端町派出所 - 福德爺長慶廟 - 方東美寓所 - 嘉禾新村 已消失的歷史建築 - 中華商場 (1961年4月22日落成啟用，於1992年10月下旬拆除。) |

## 圖集
中正區擁有眾多重要機構和西洋折衷主義等古蹟建築：

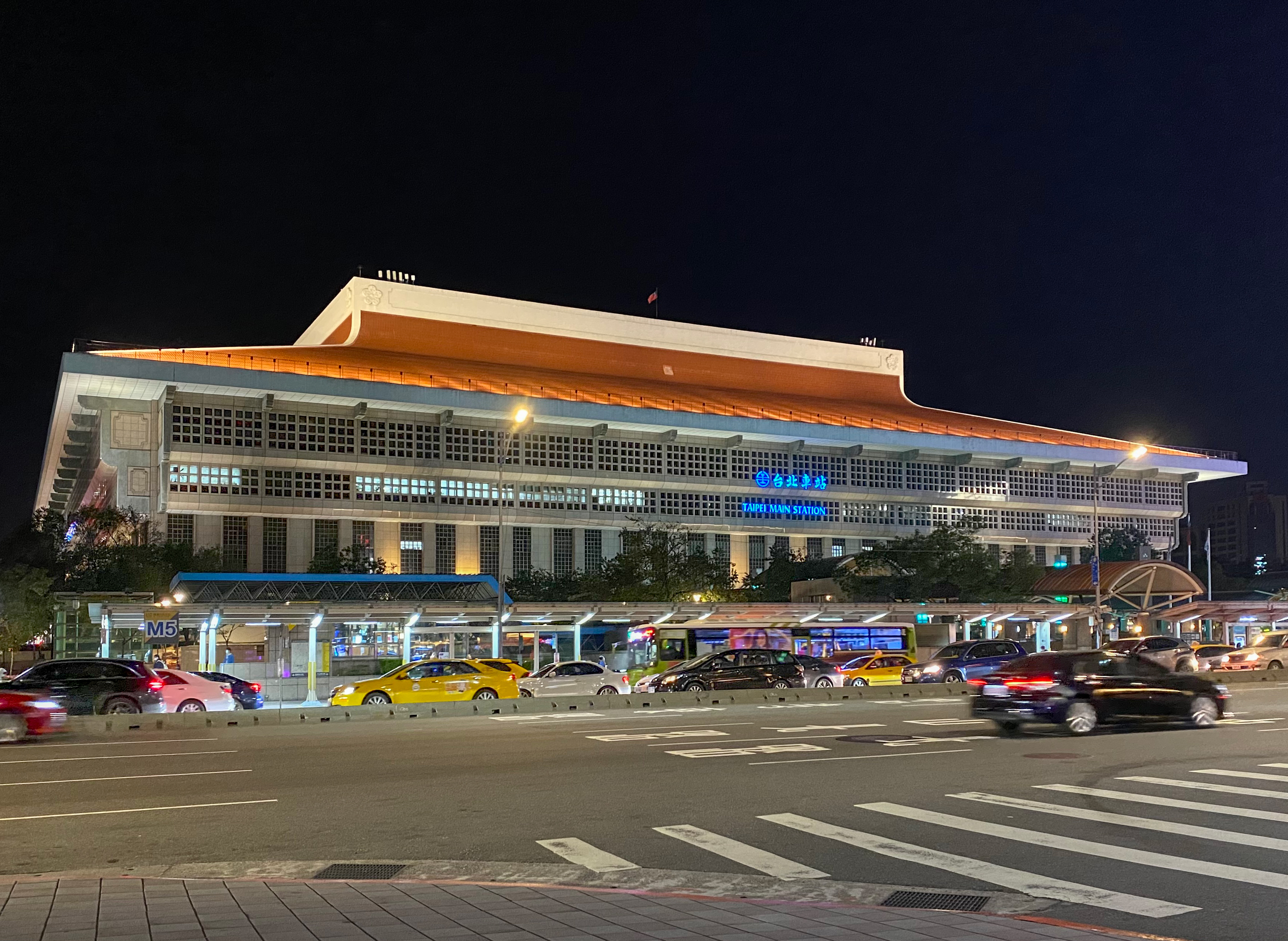
台北車站
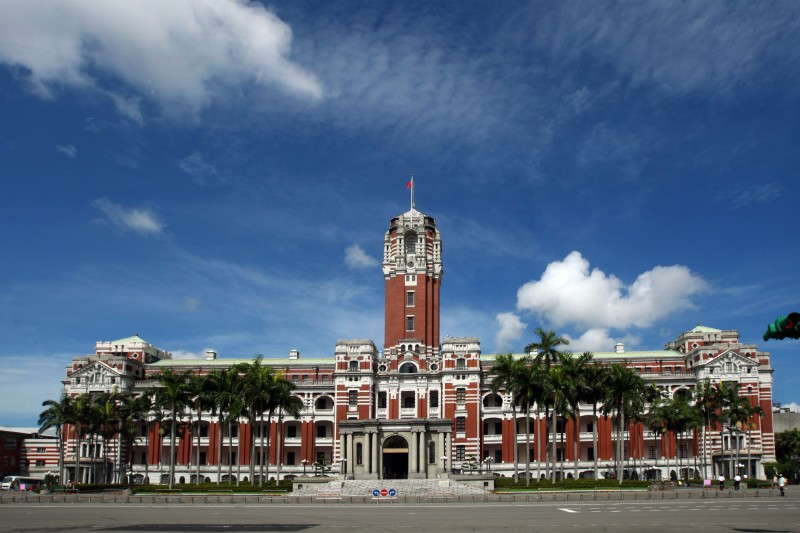
總統府
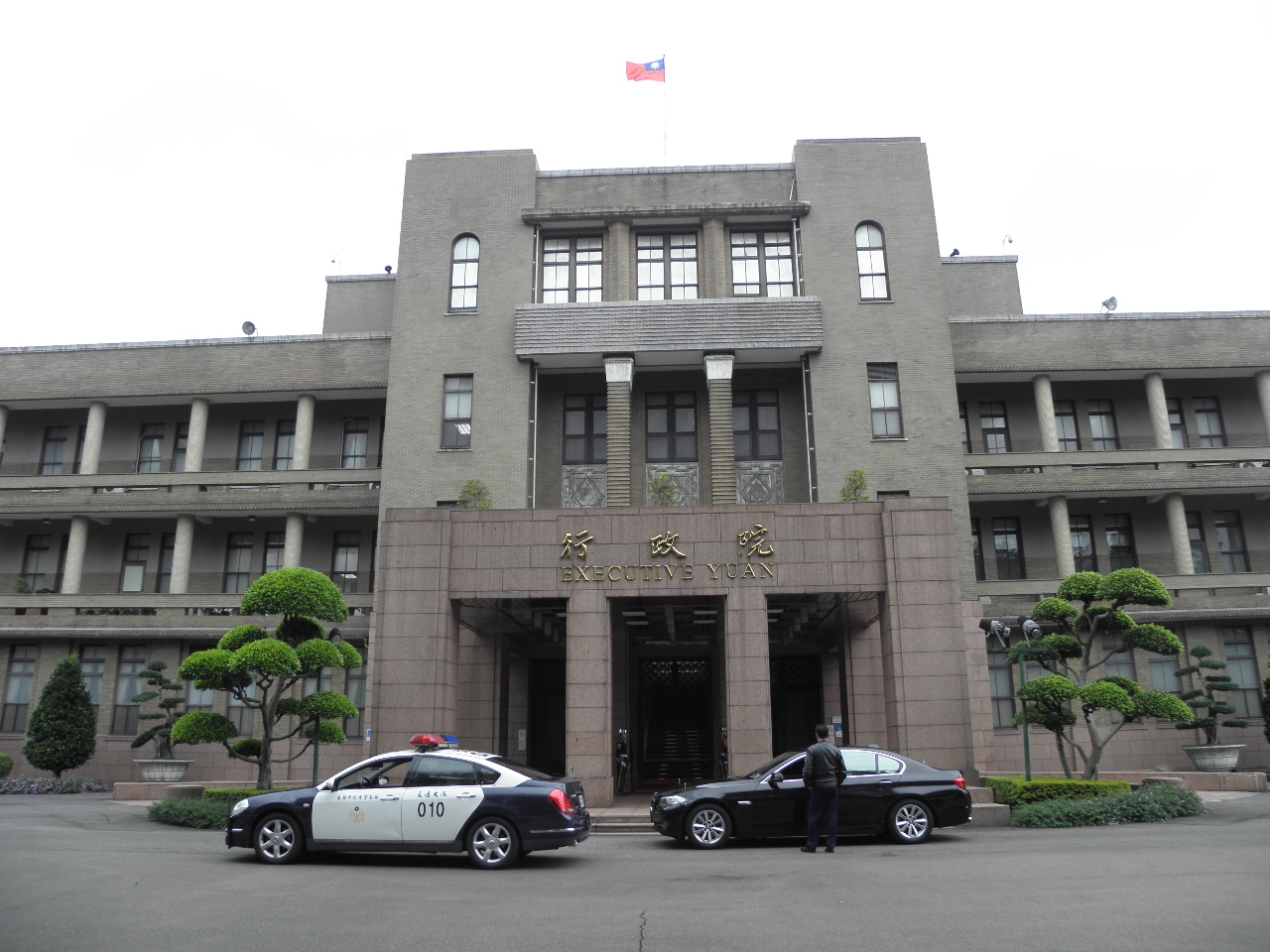
行政院
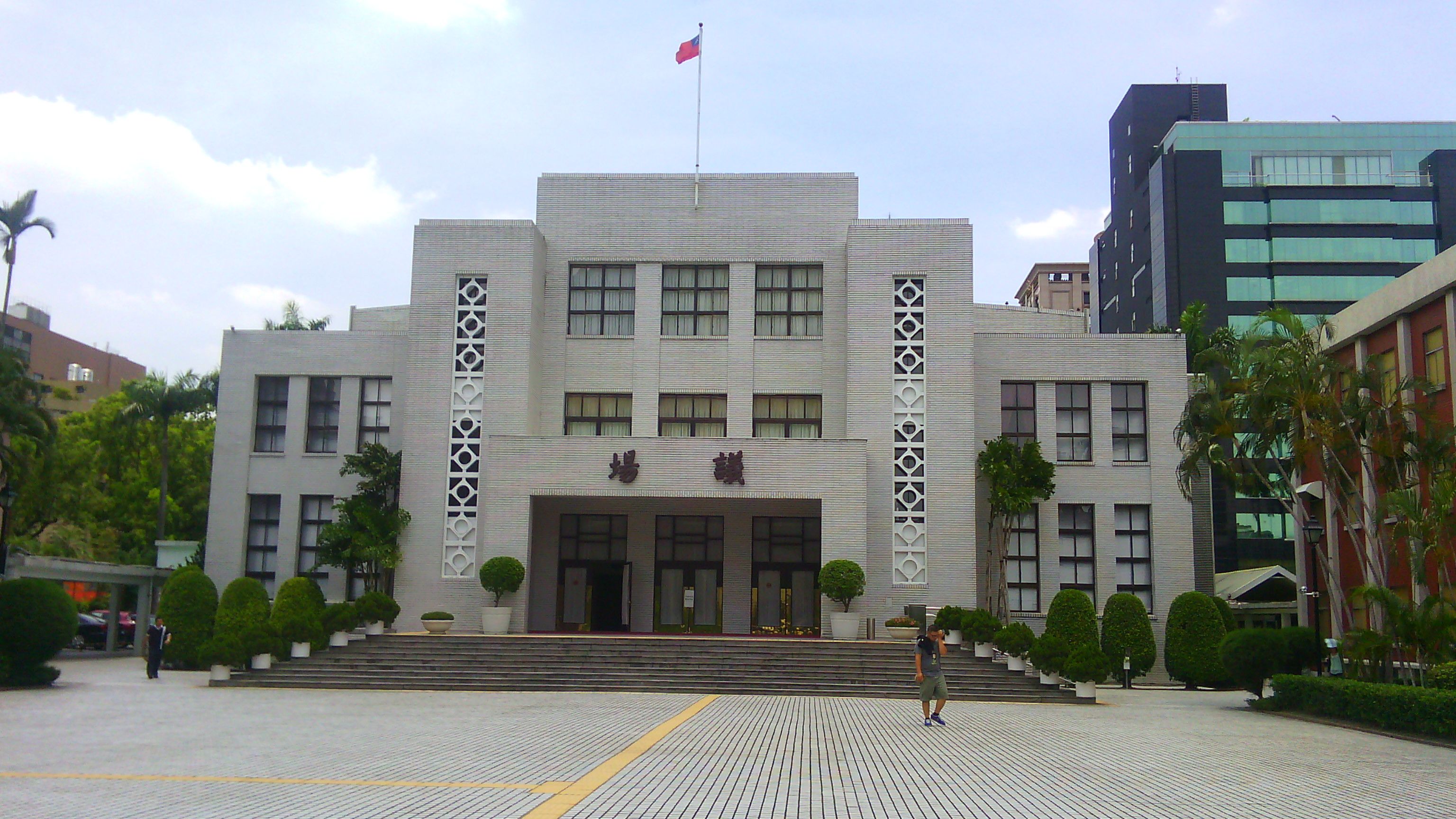
立法院
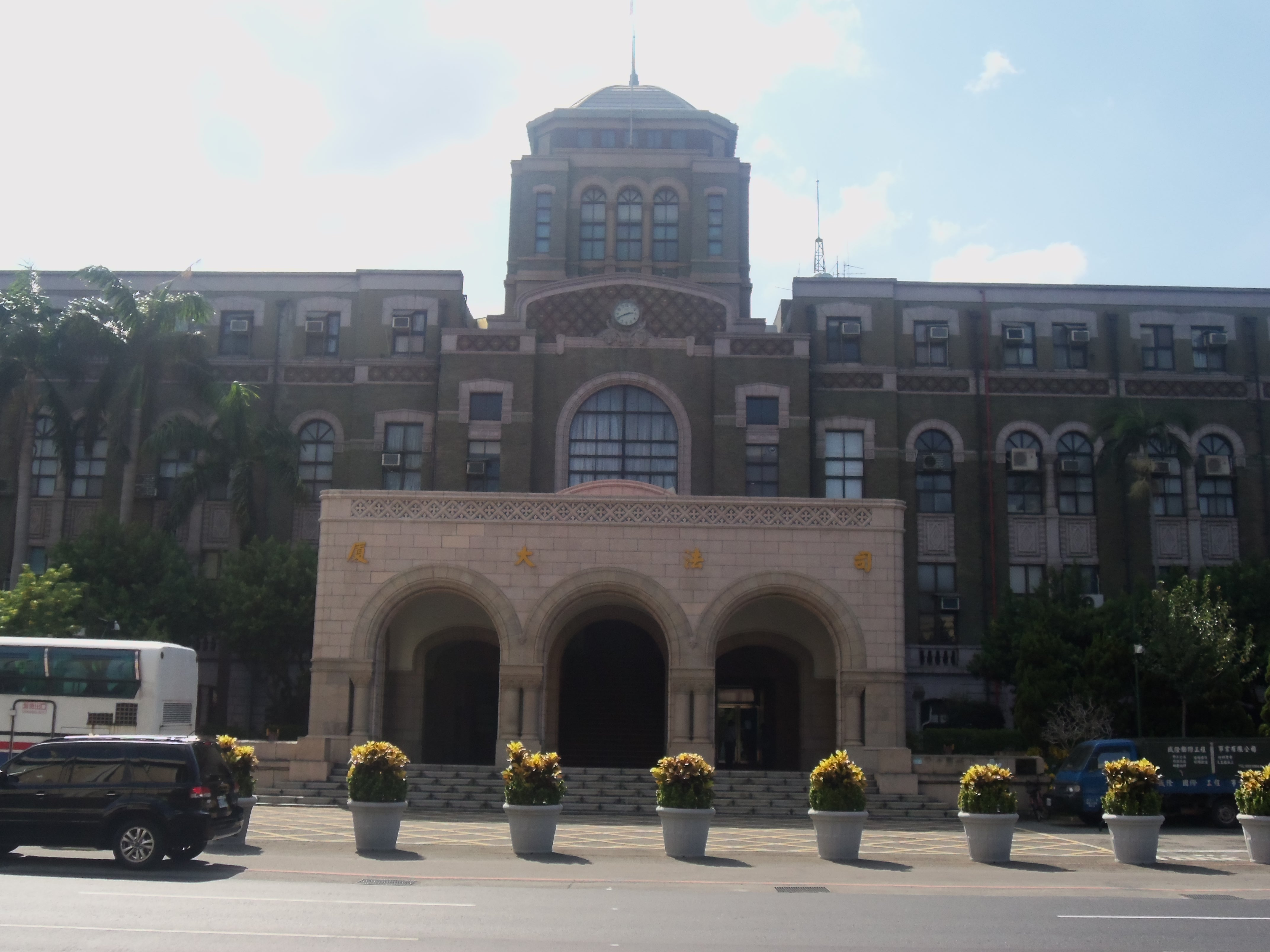
司法院
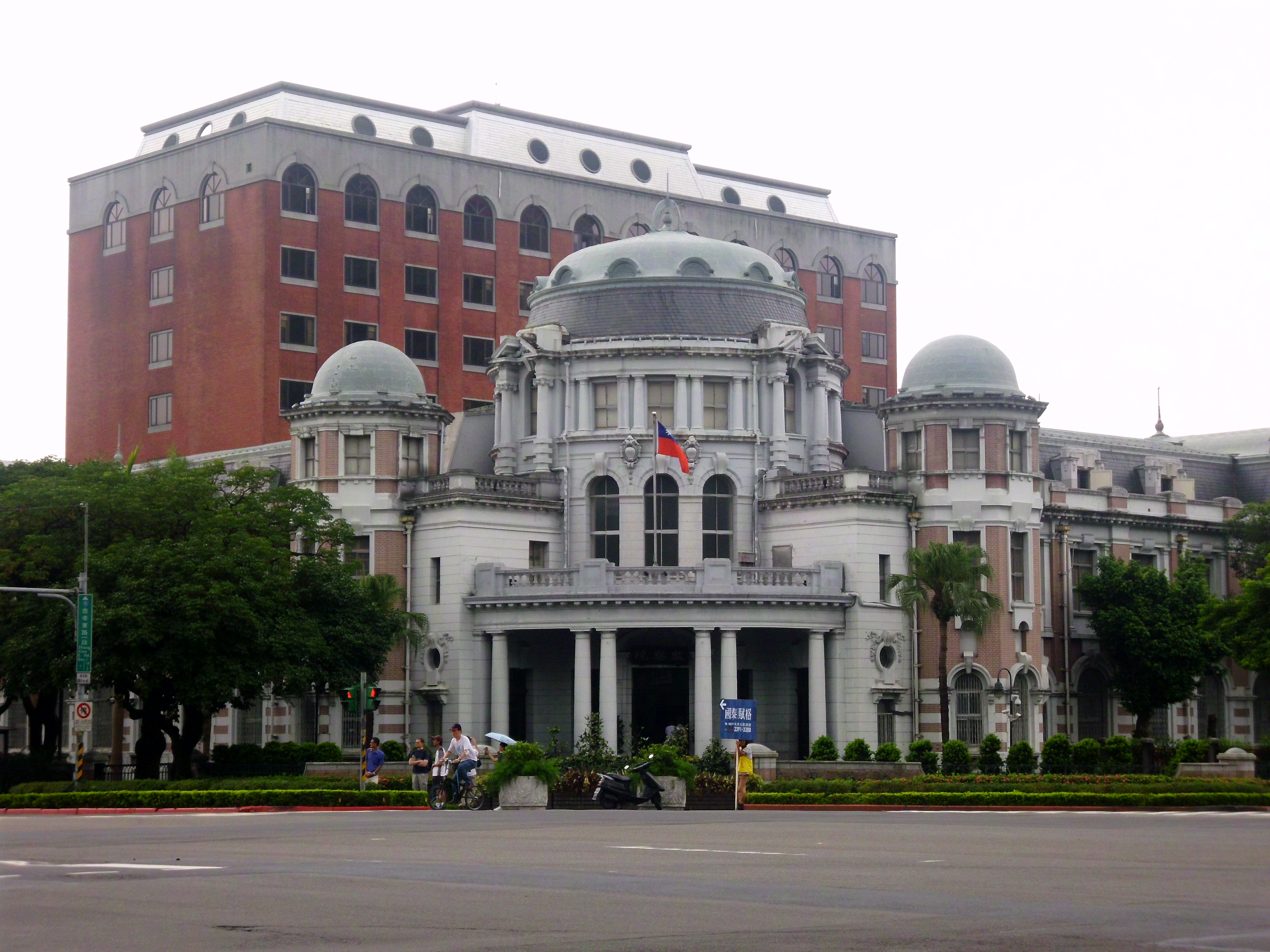
監察院
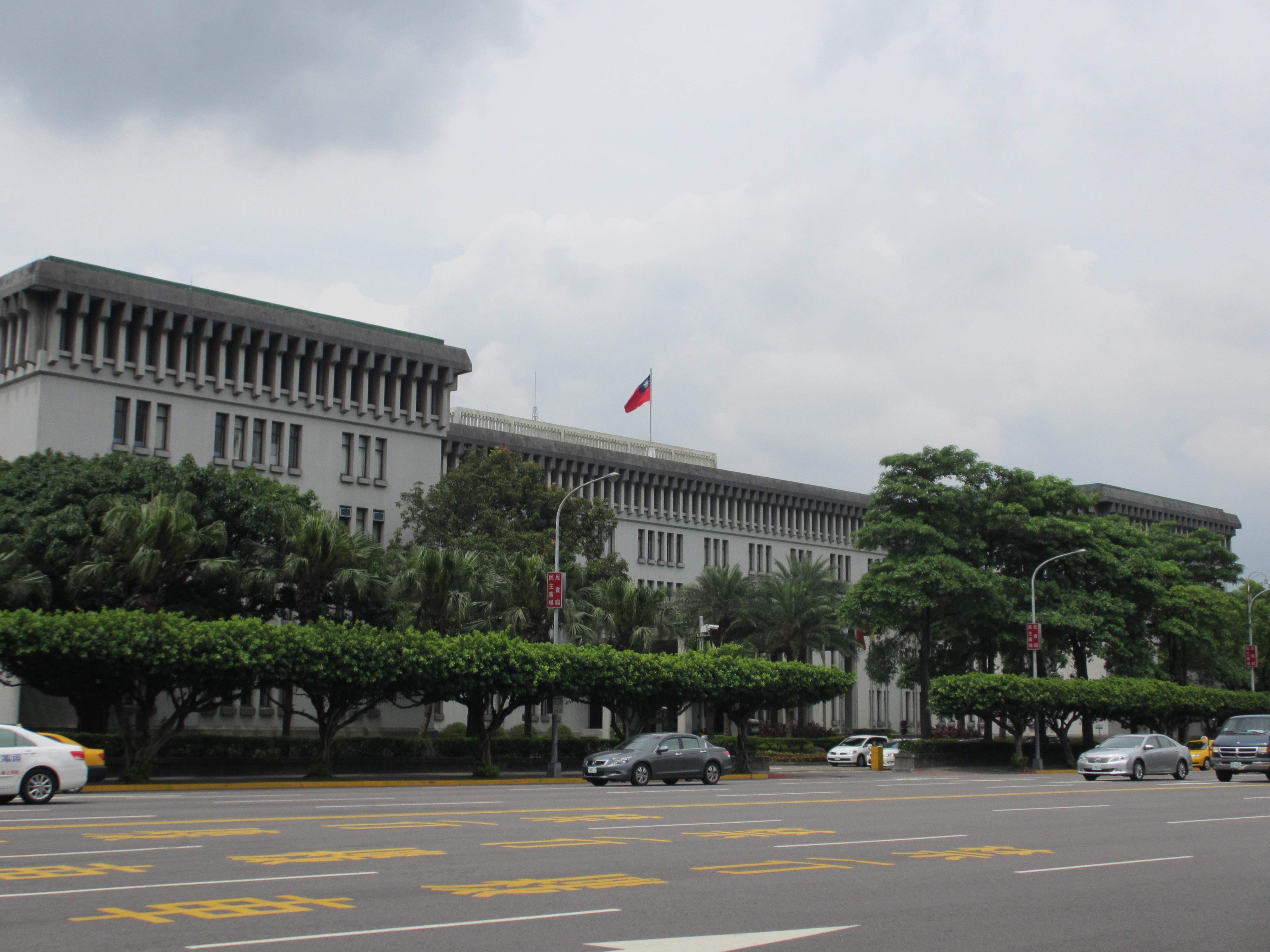
外交部
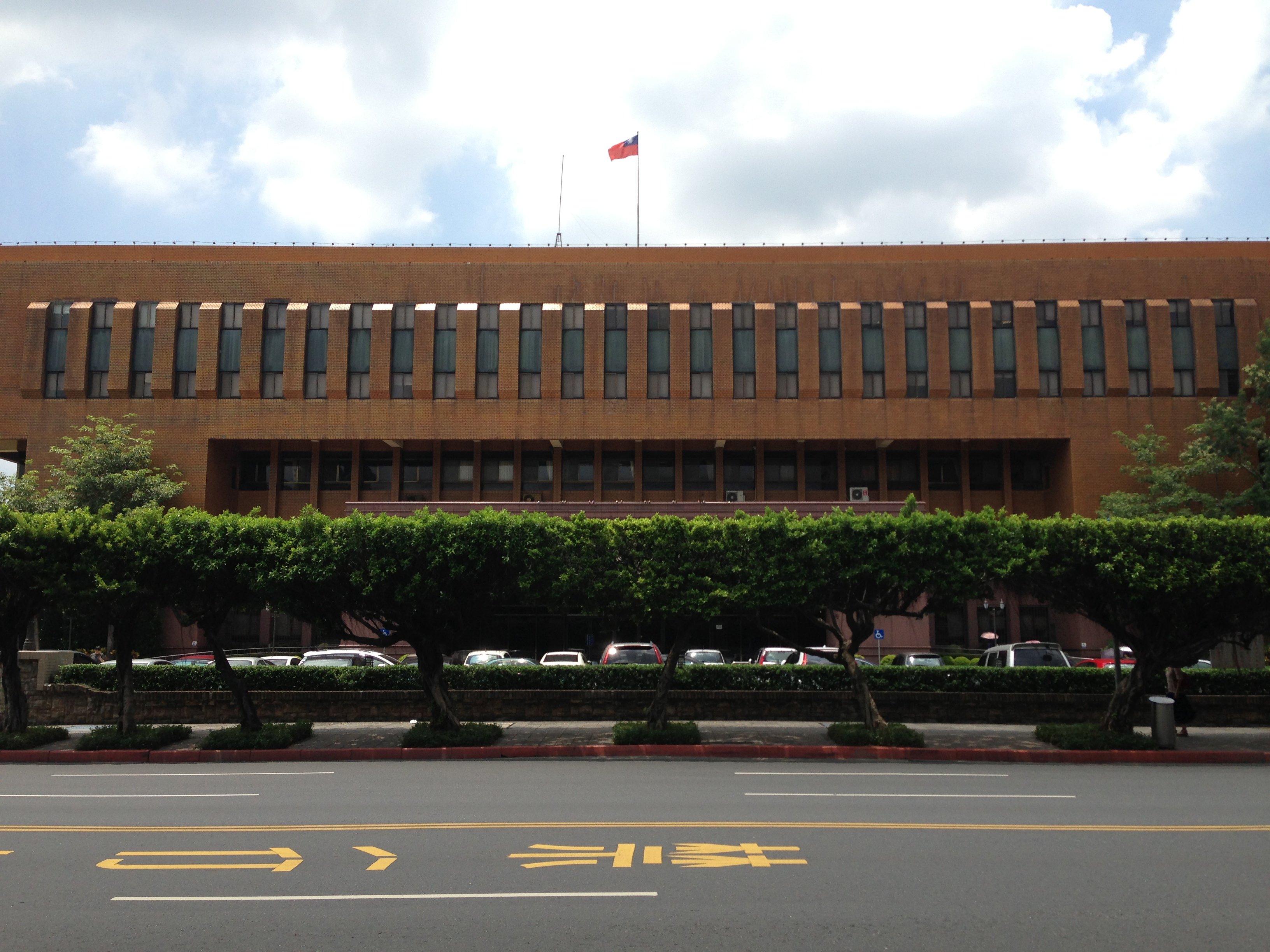
法務部
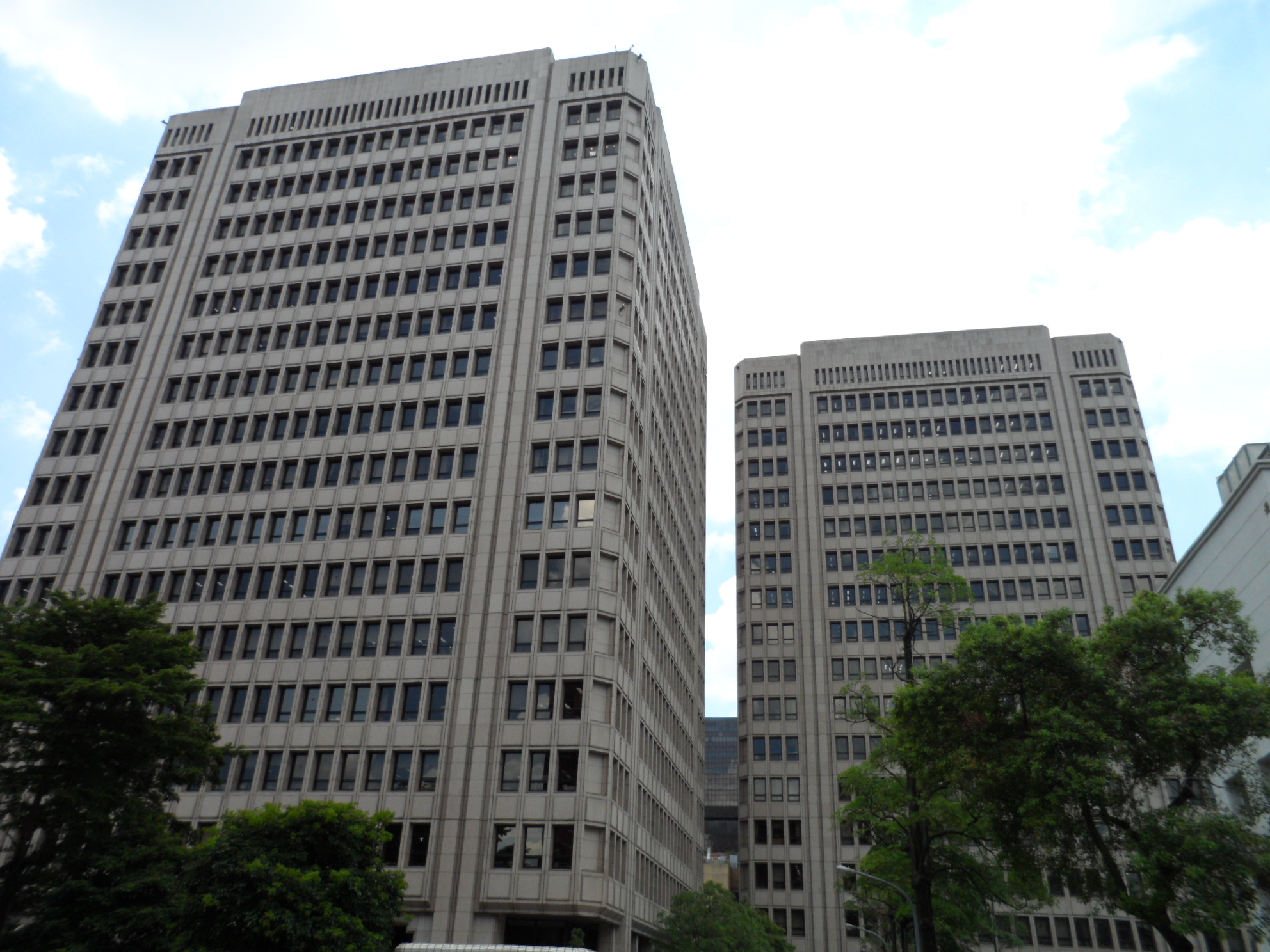
中央聯合辦公大樓
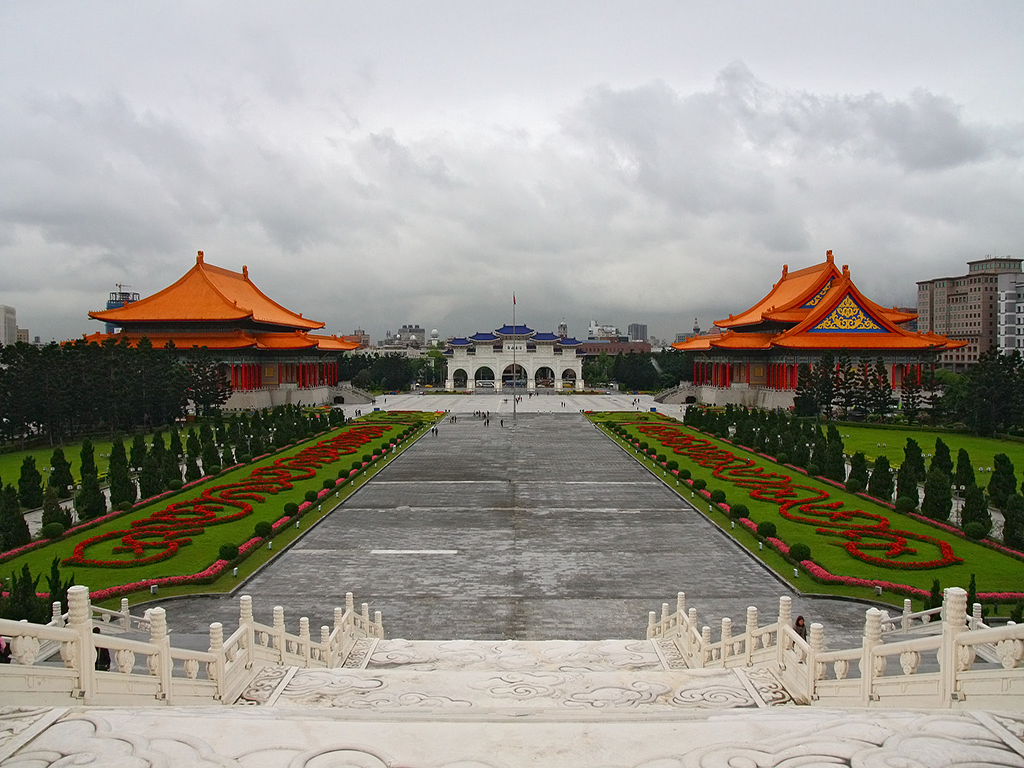
國立中正文化中心（兩廳院）
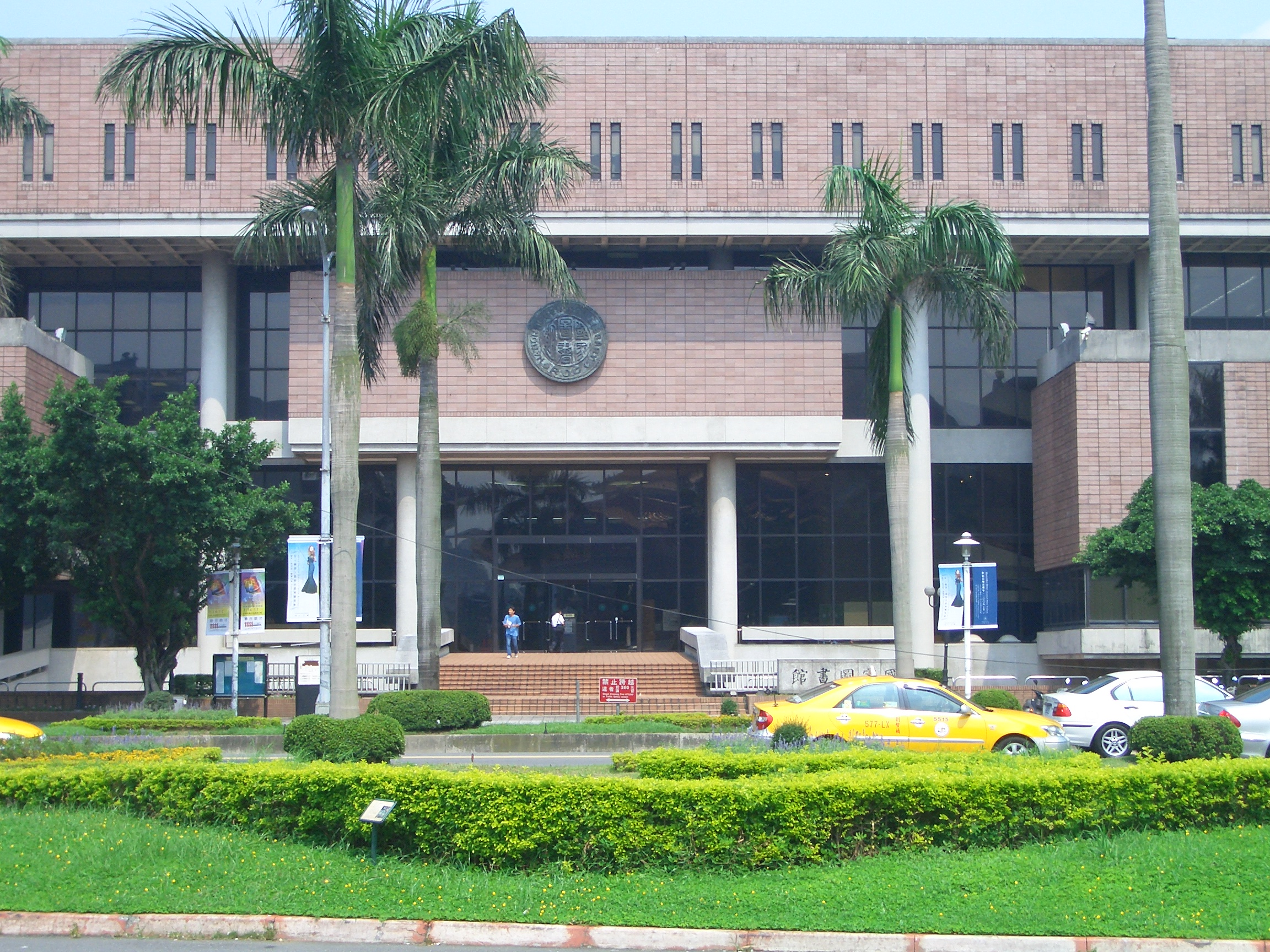
國立中央圖書館
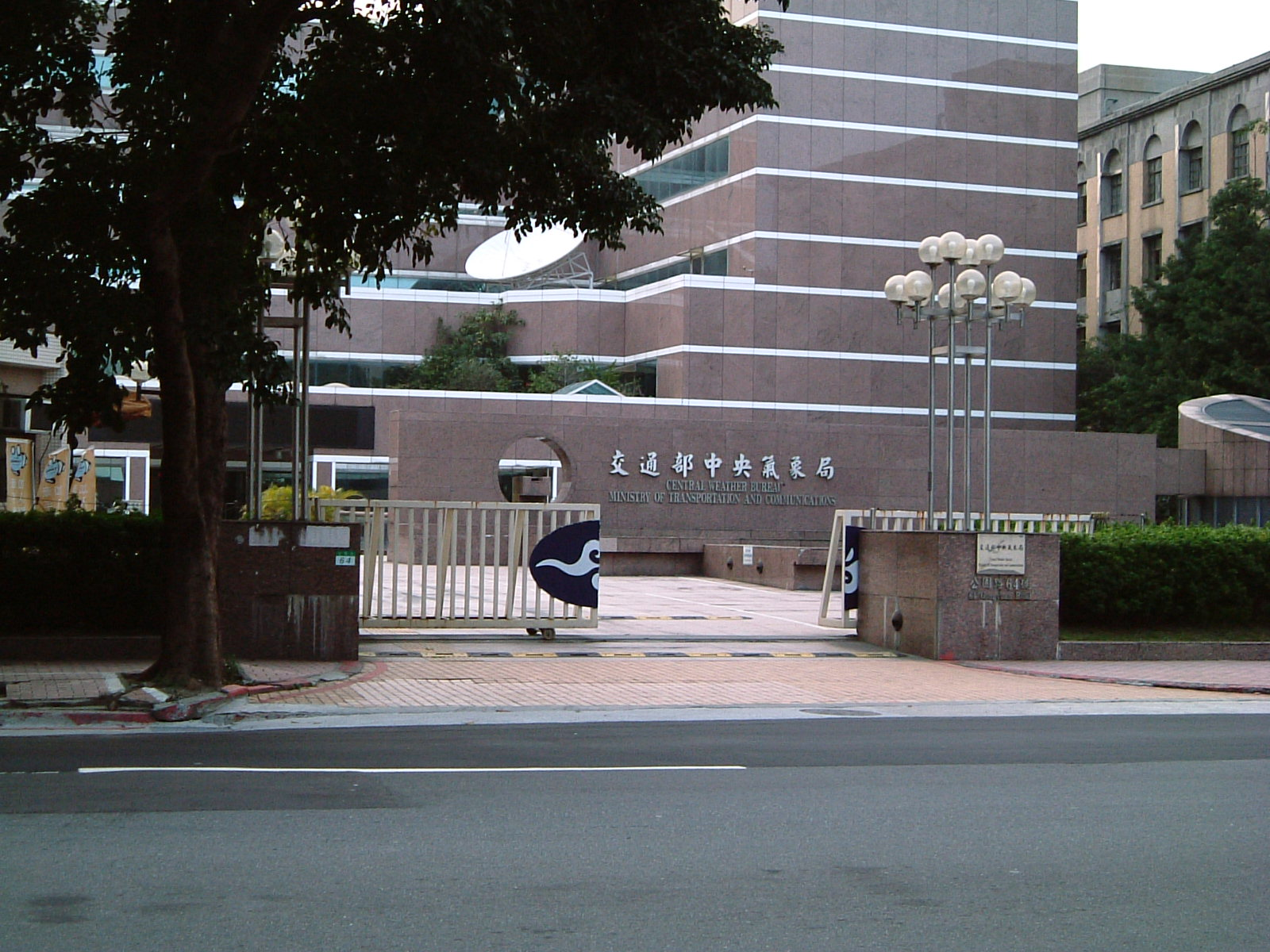
交通部中央氣象署
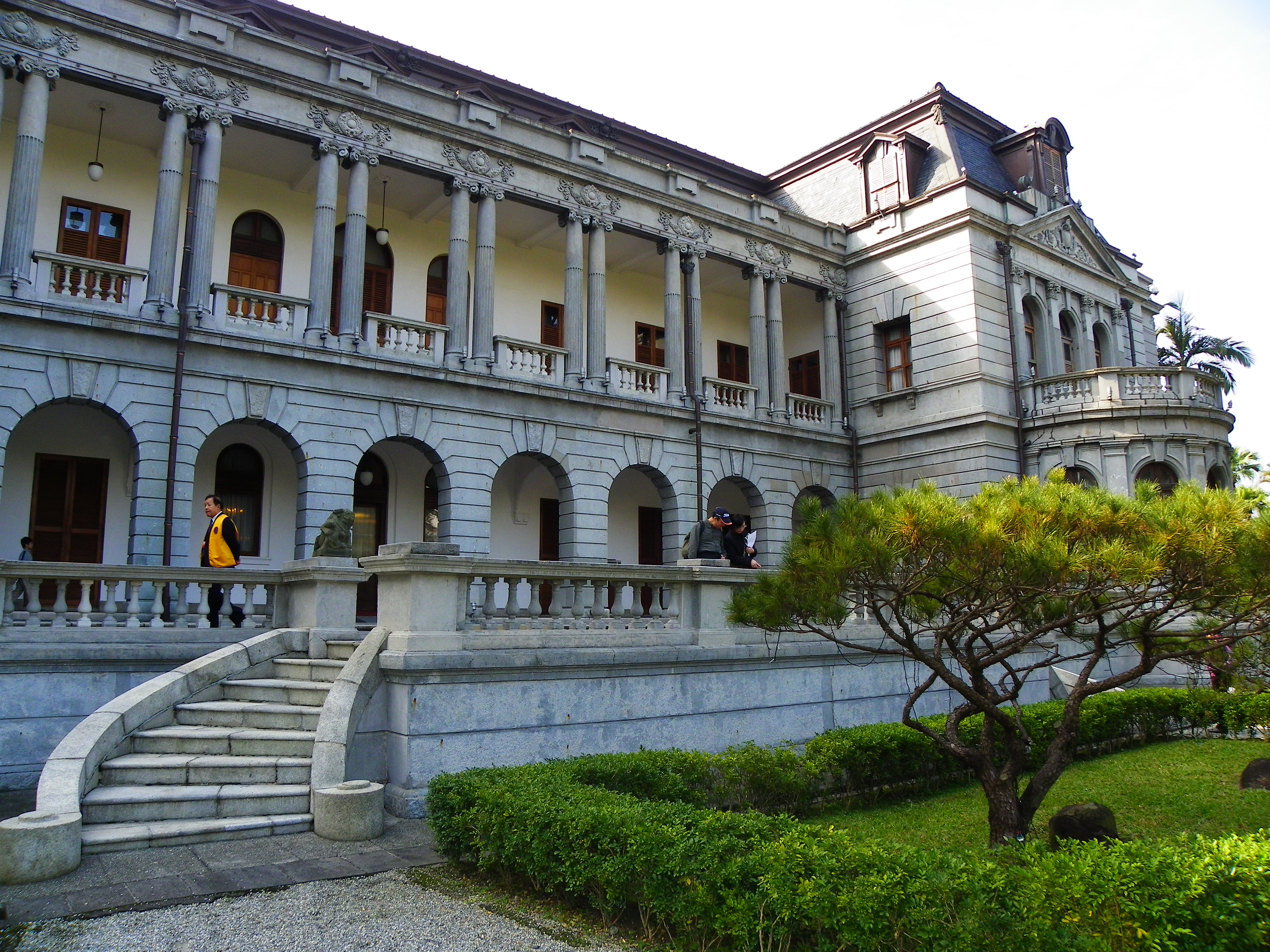
台北賓館
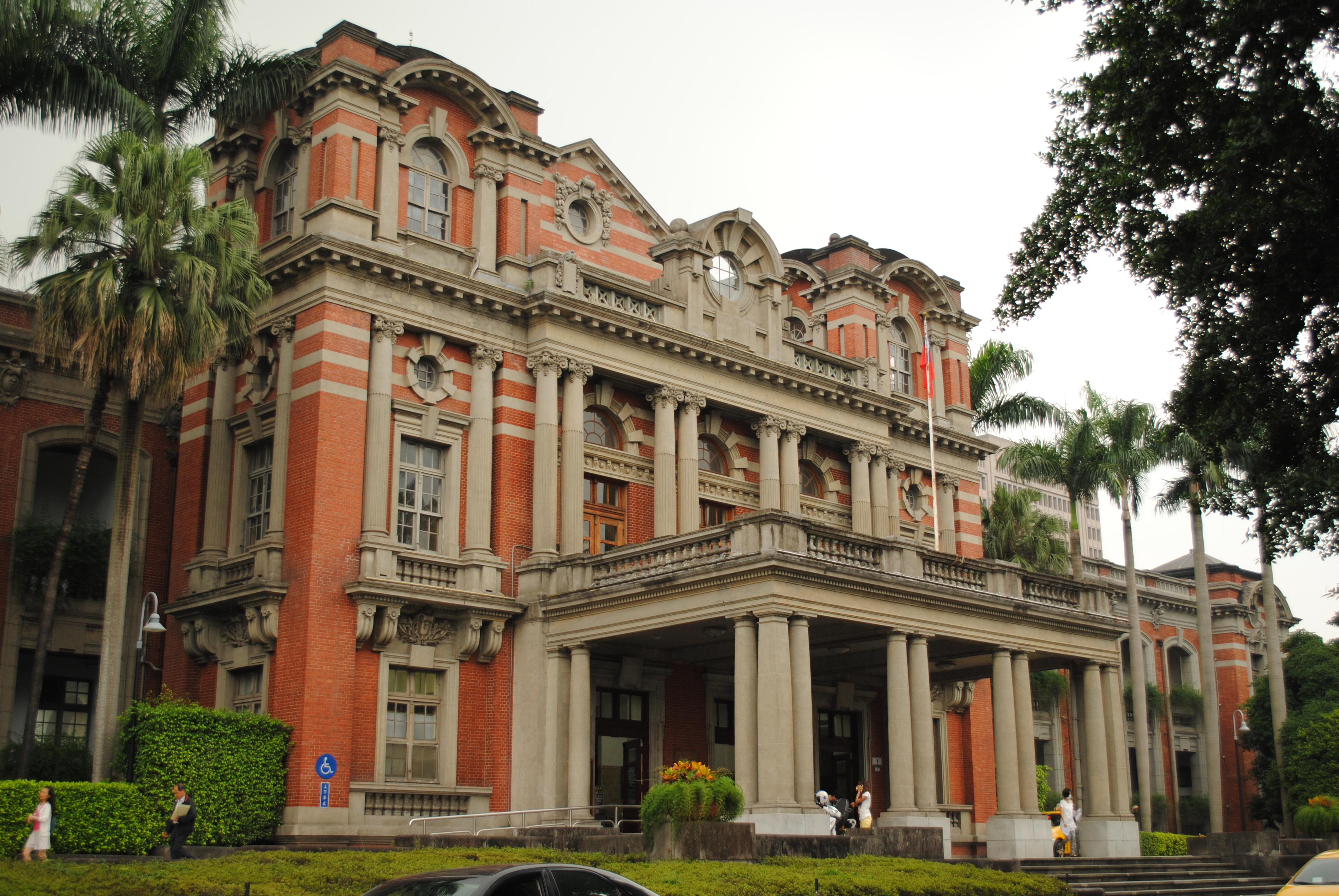
臺大醫院
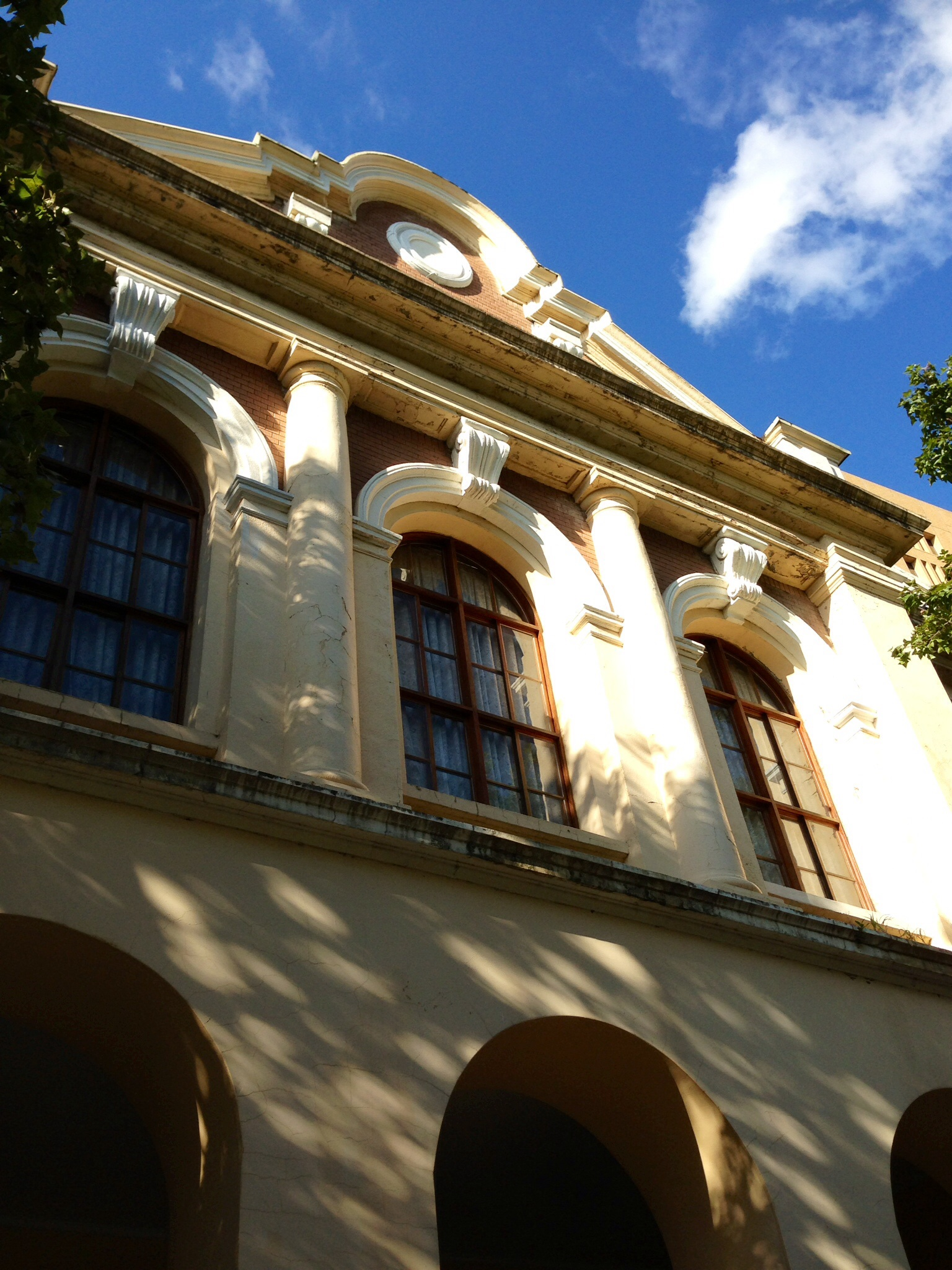
臺大醫學院
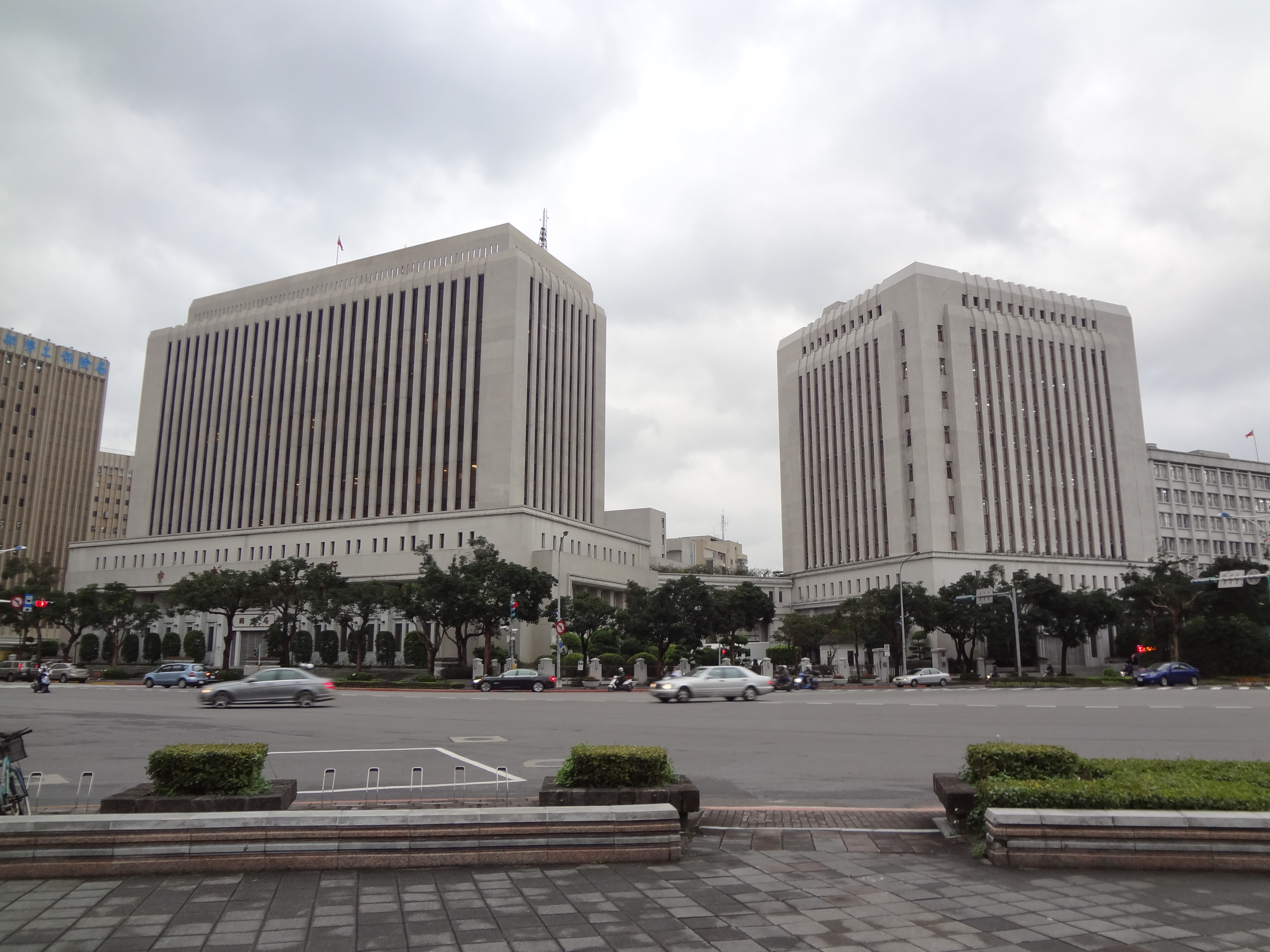
中央銀行
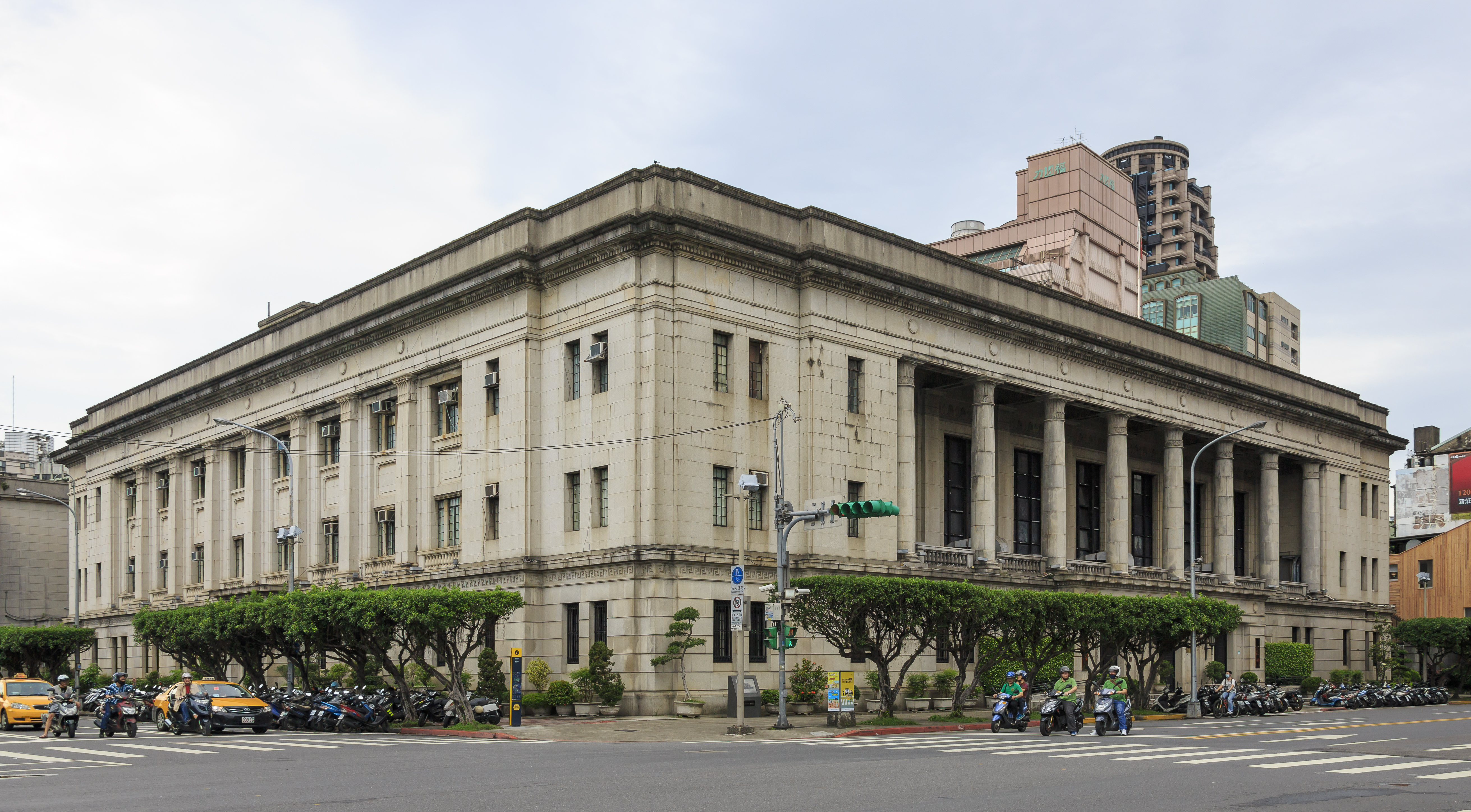
臺灣銀行總行
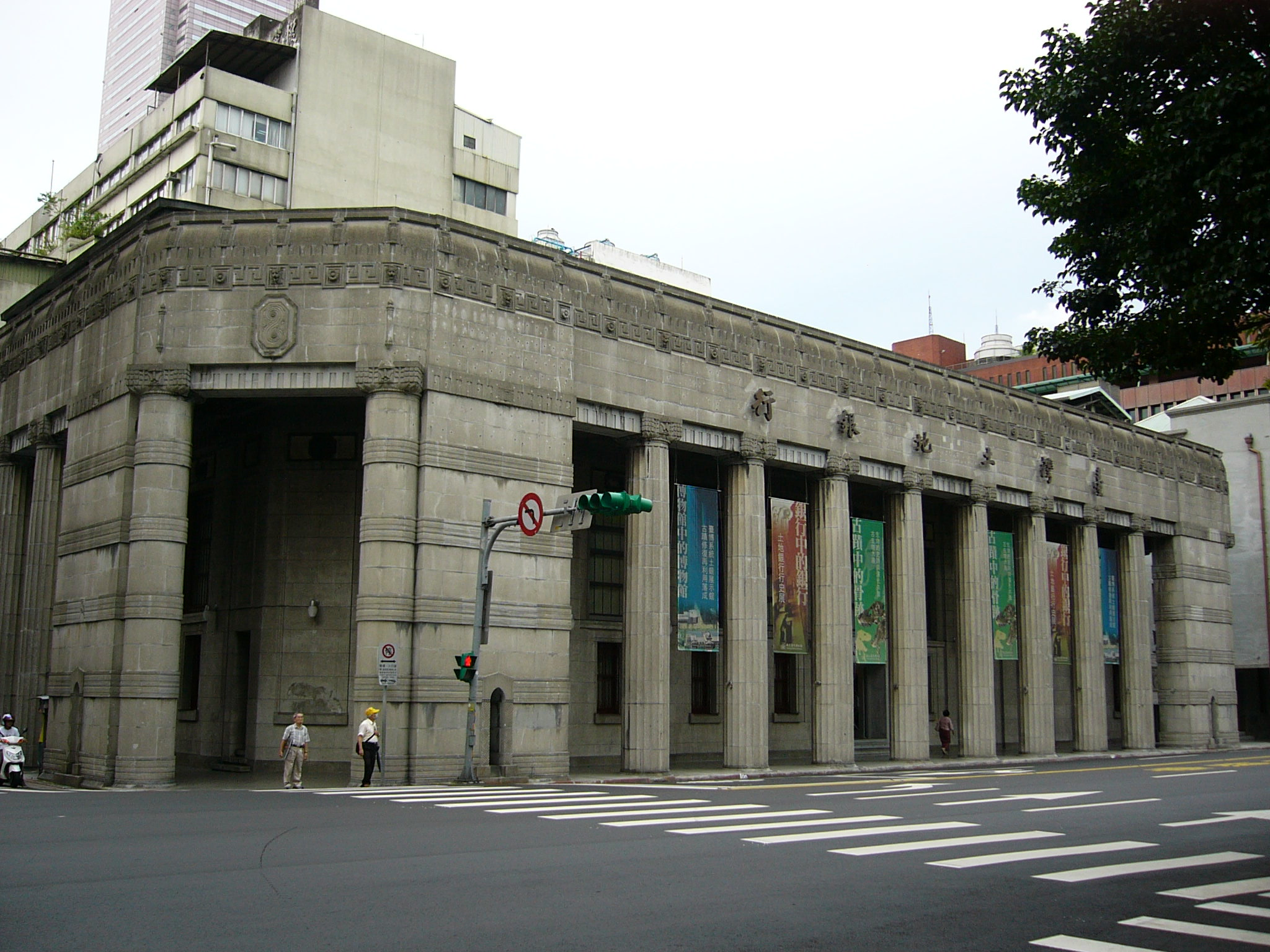
土地銀行博物館
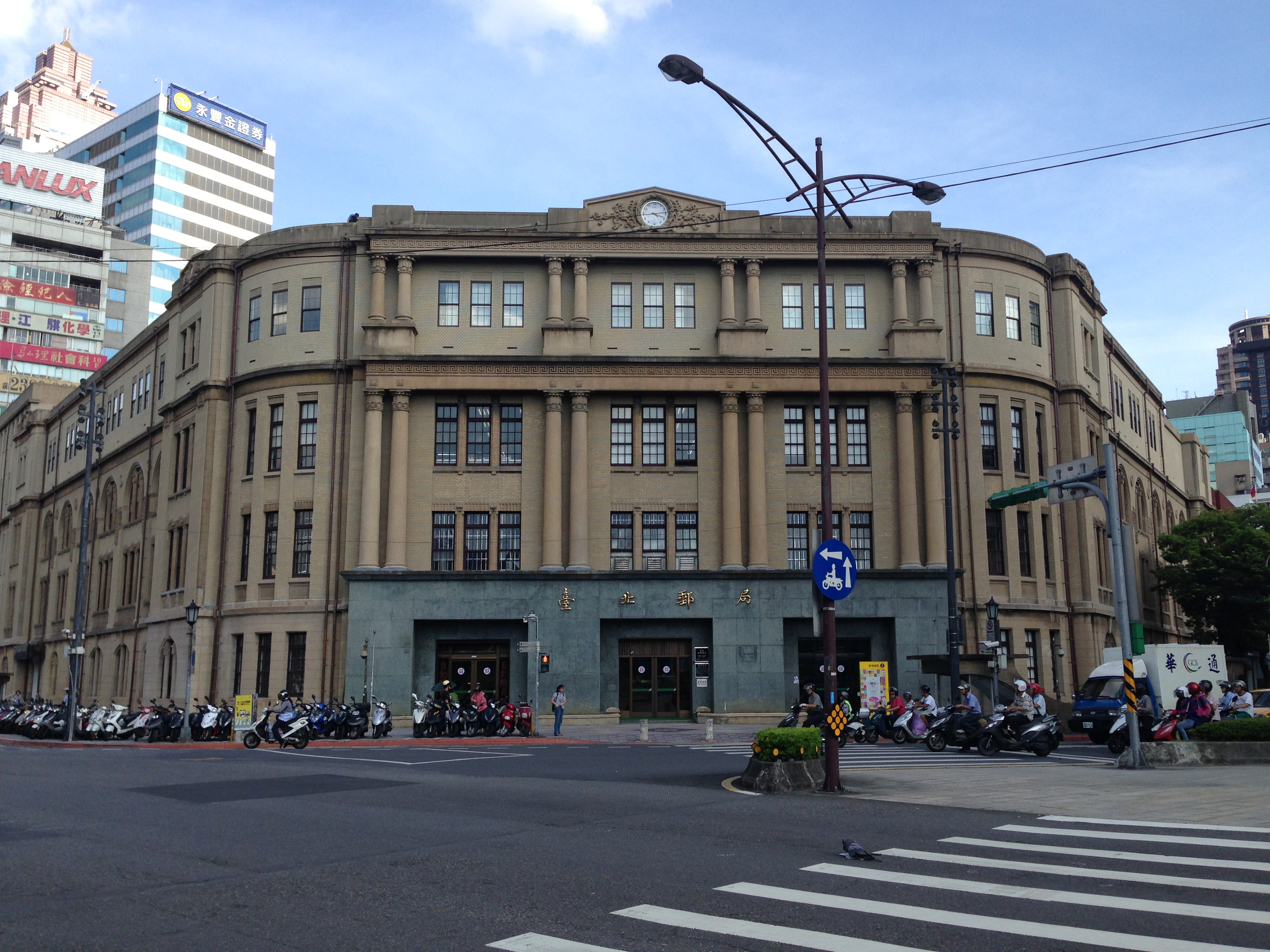
台北郵政總局
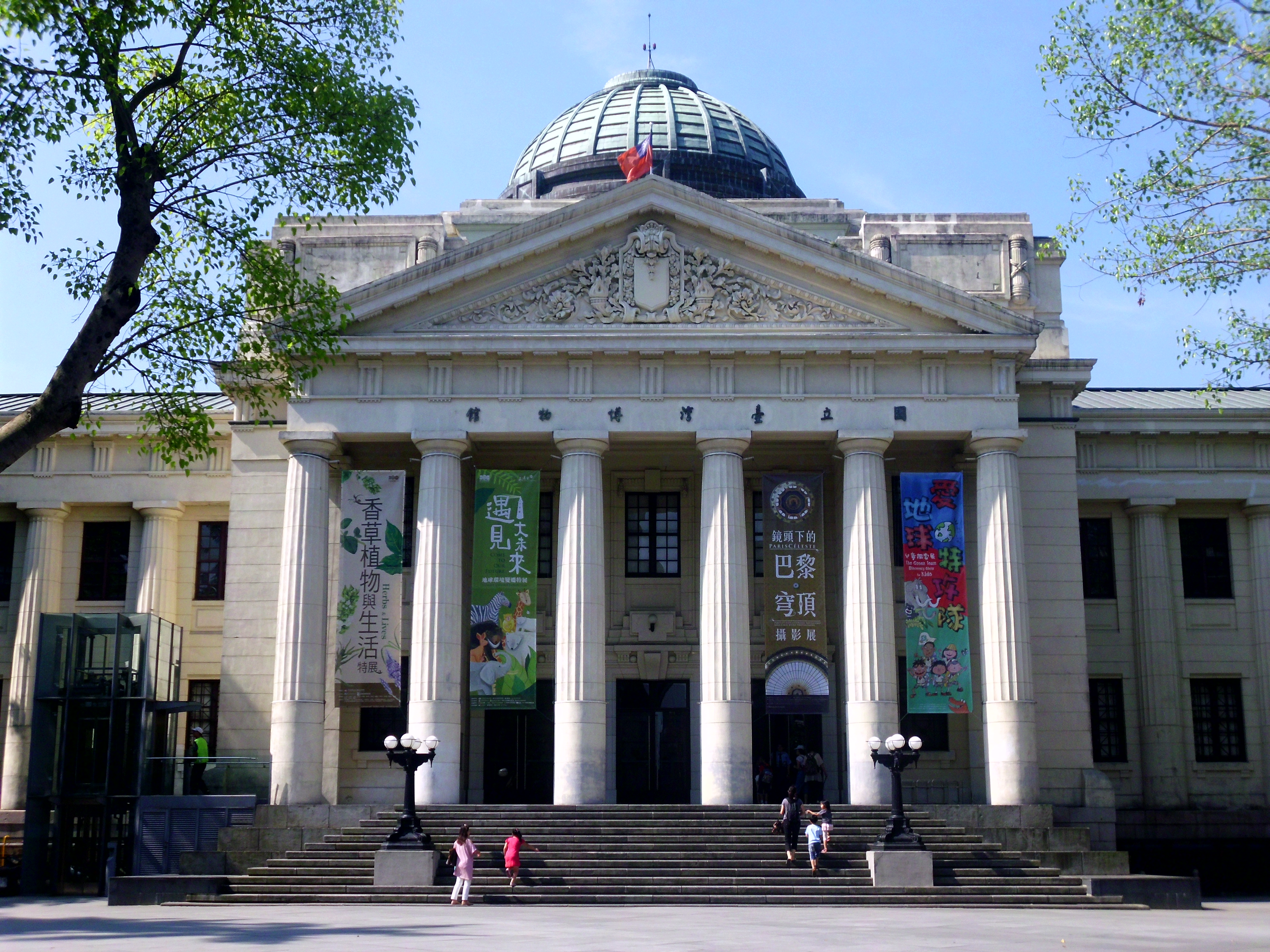
國立臺灣博物館
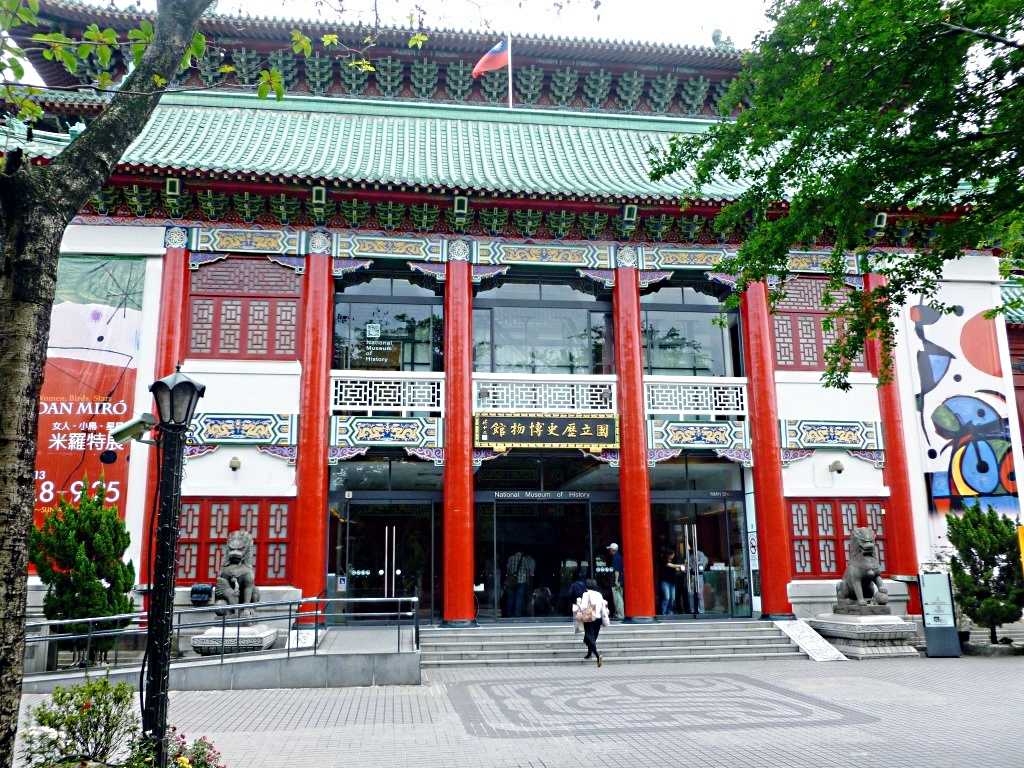
國立歷史博物館
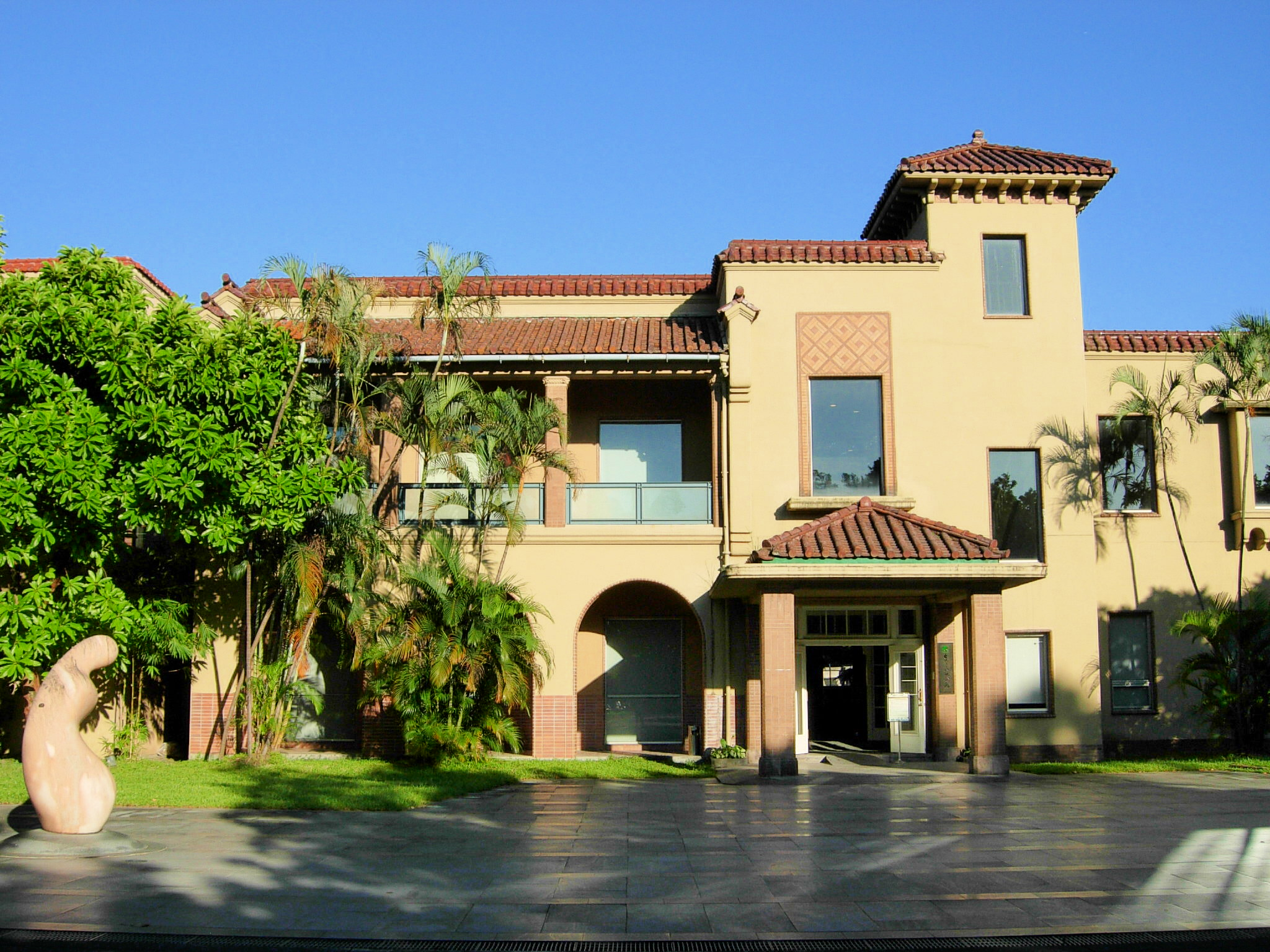
臺北二二八紀念館
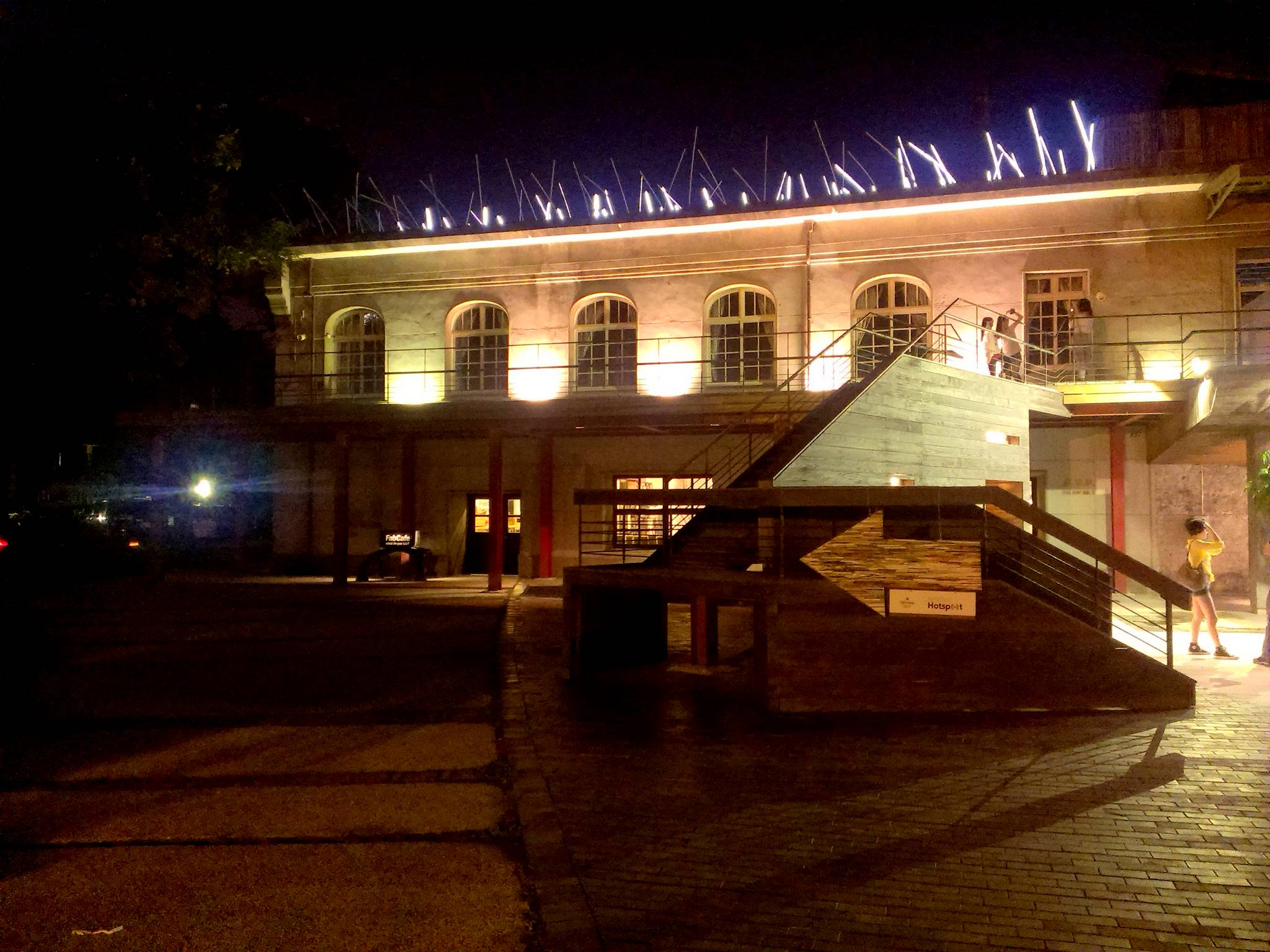
華山藝文特區
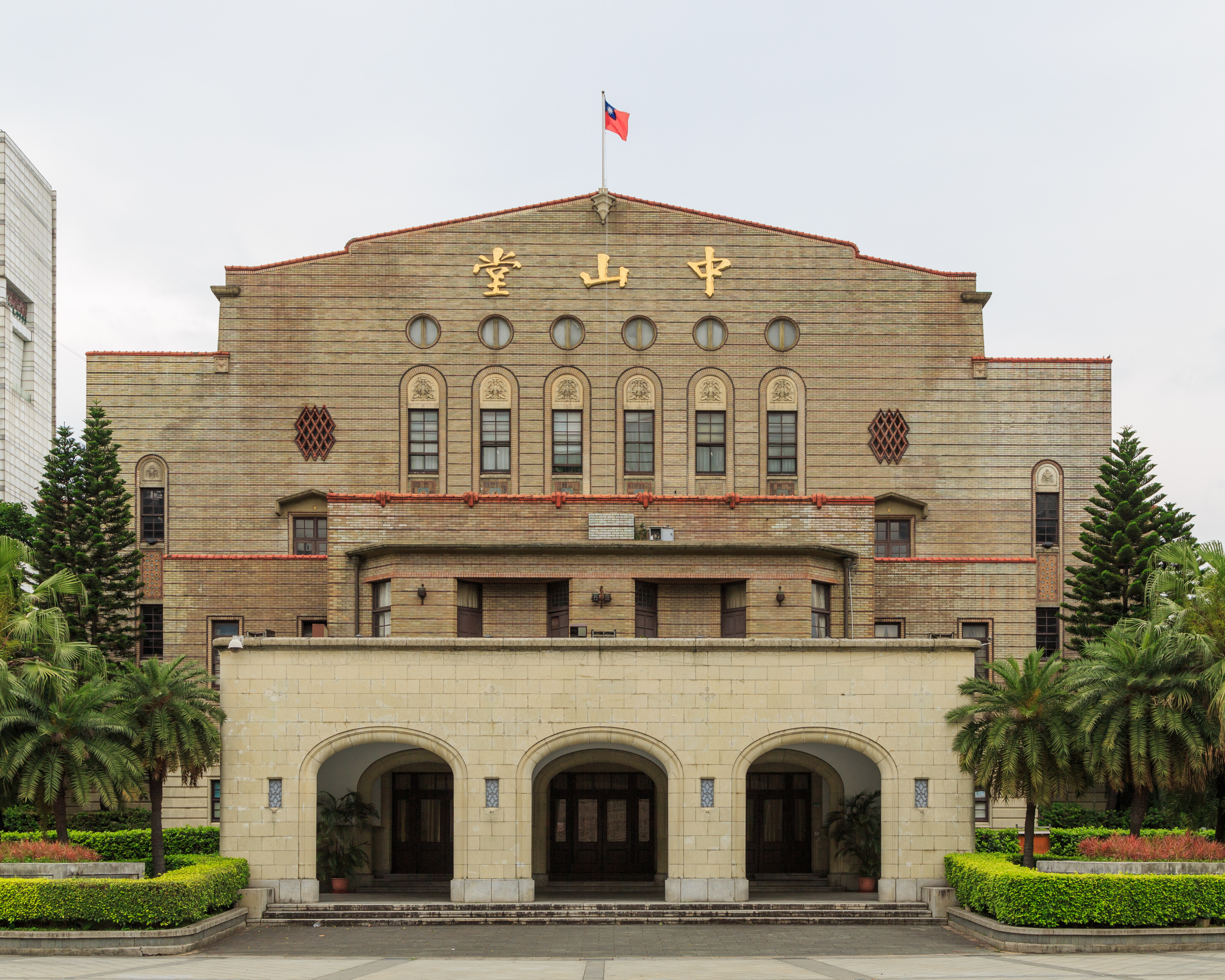
中山堂
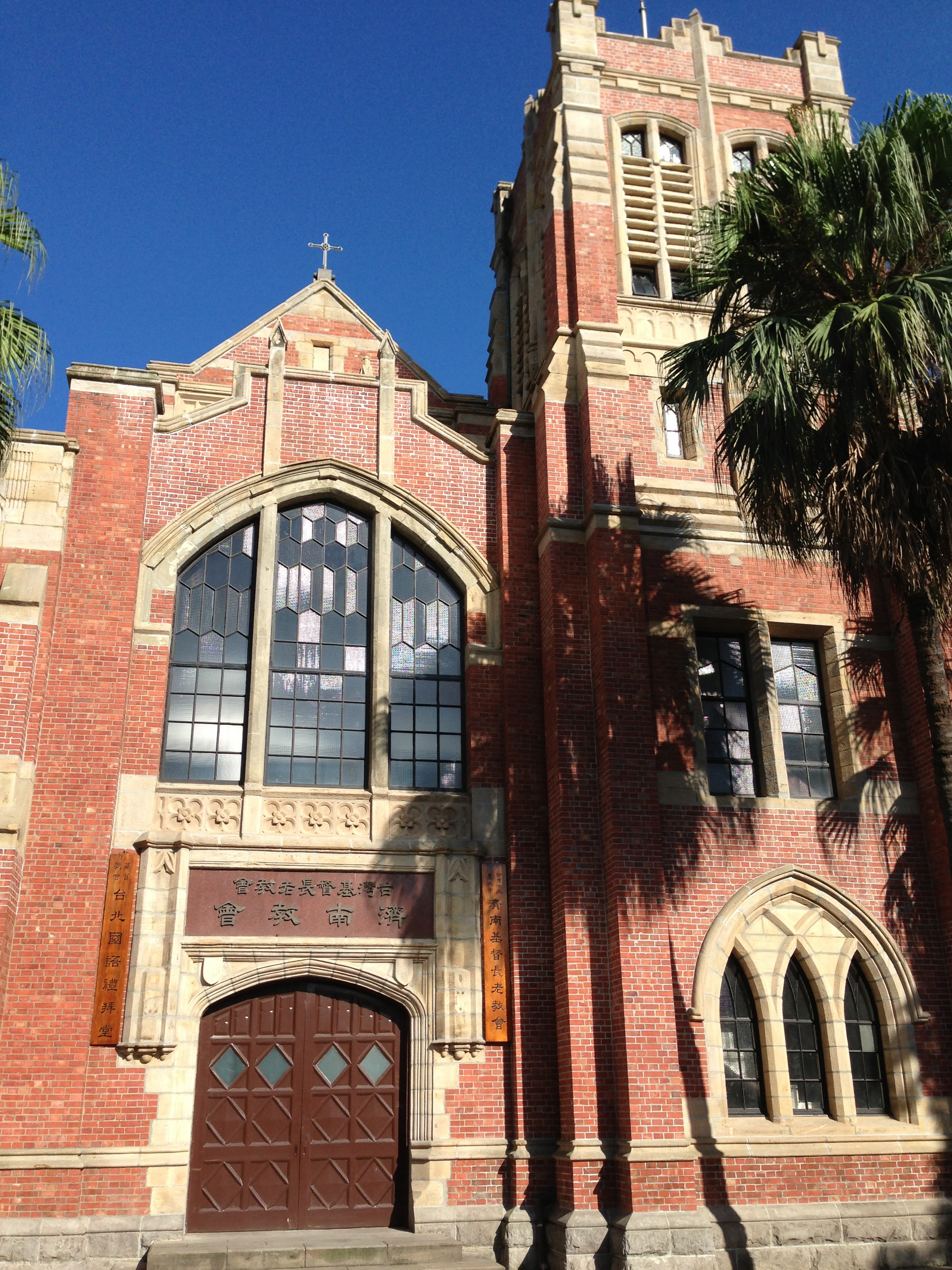
濟南基督長老教會
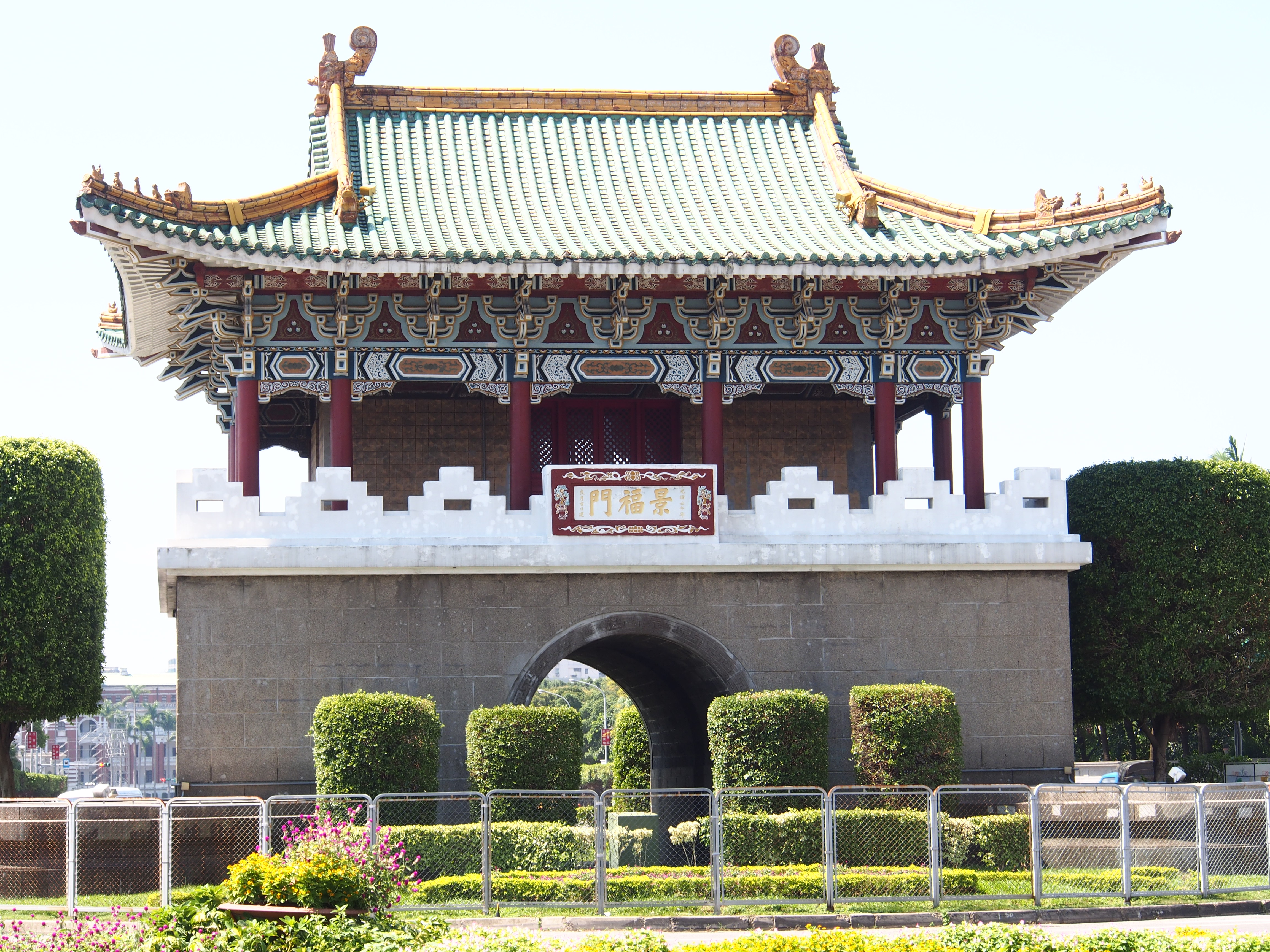
景福門
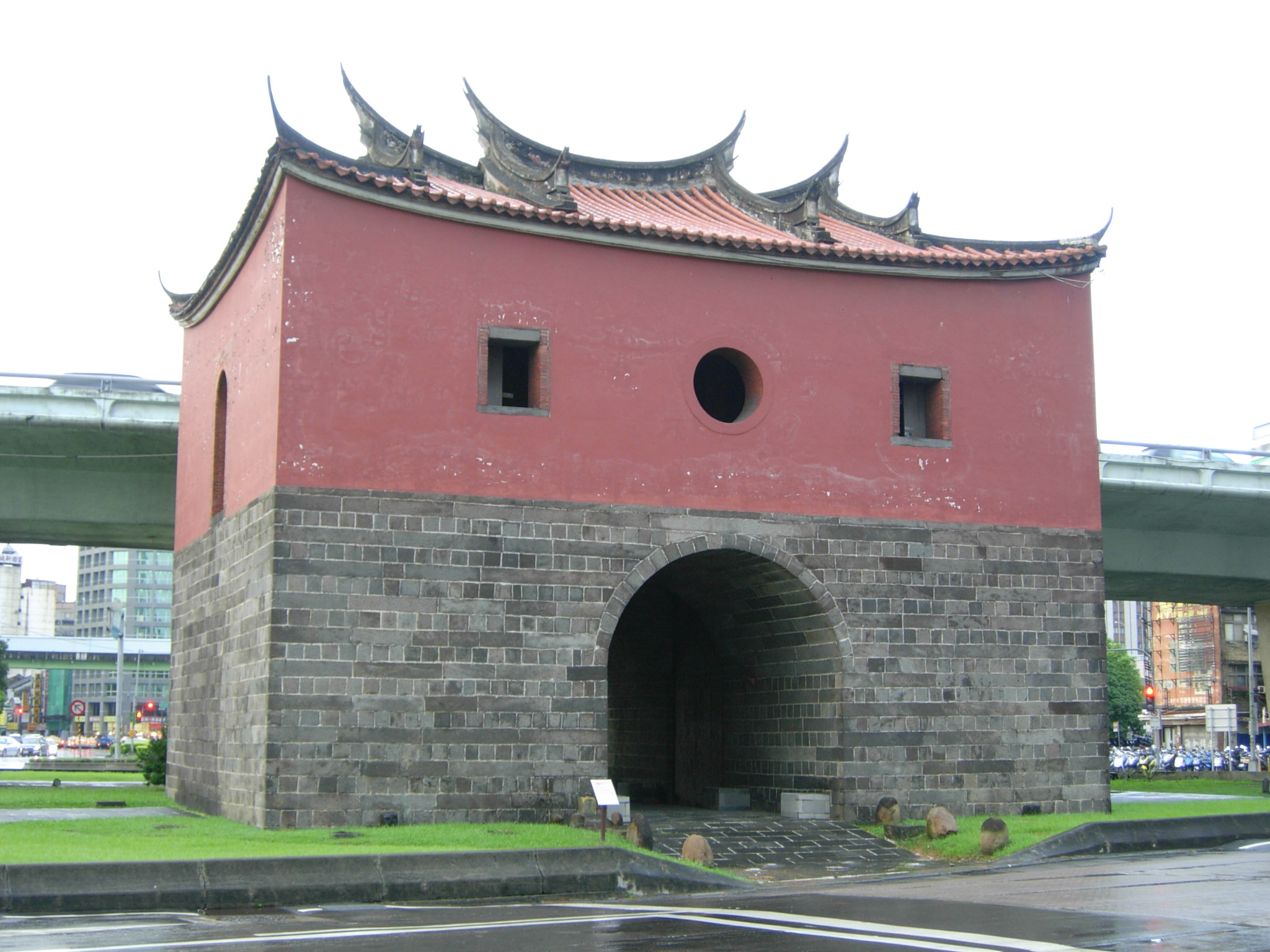
臺北府城北門
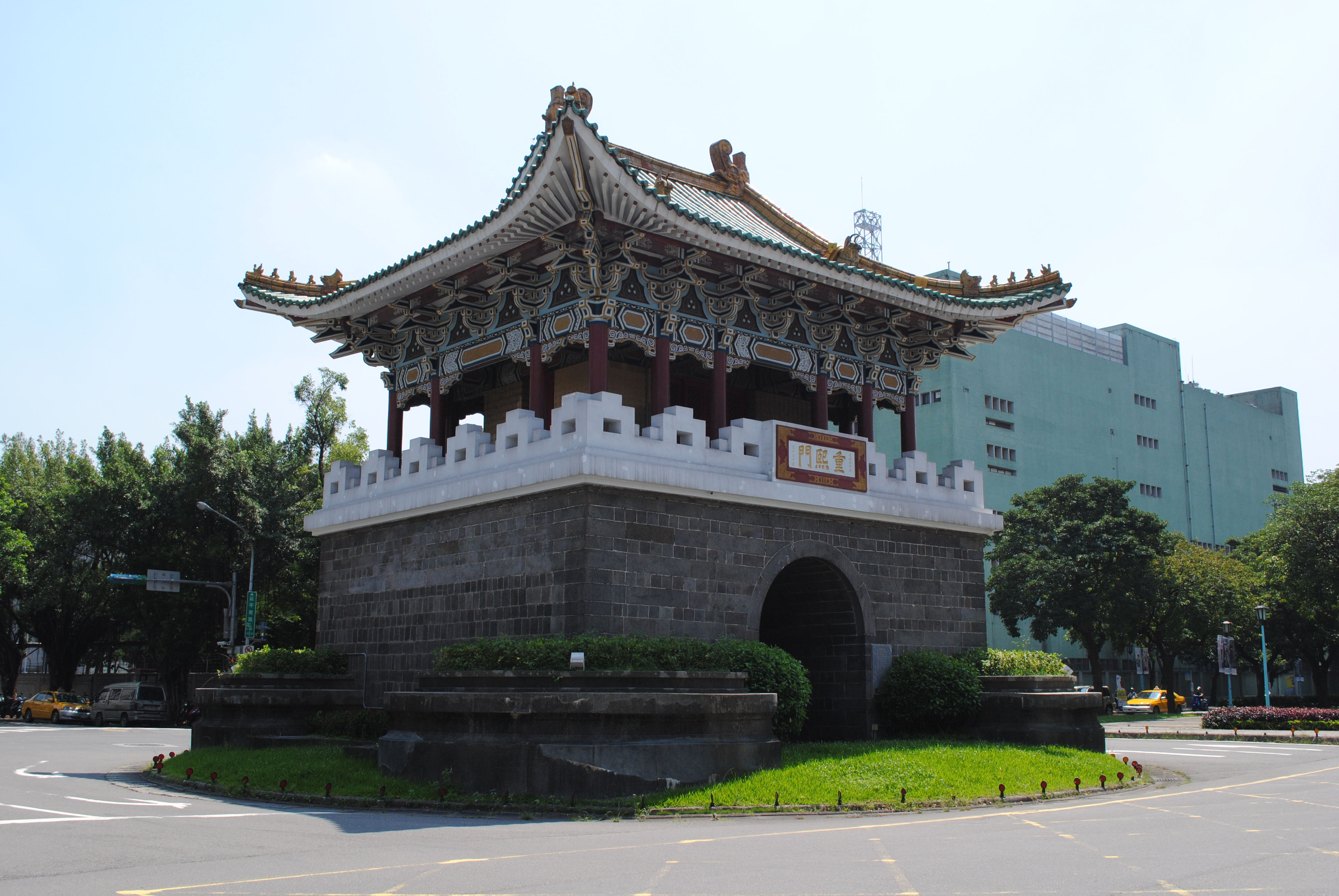
小南門
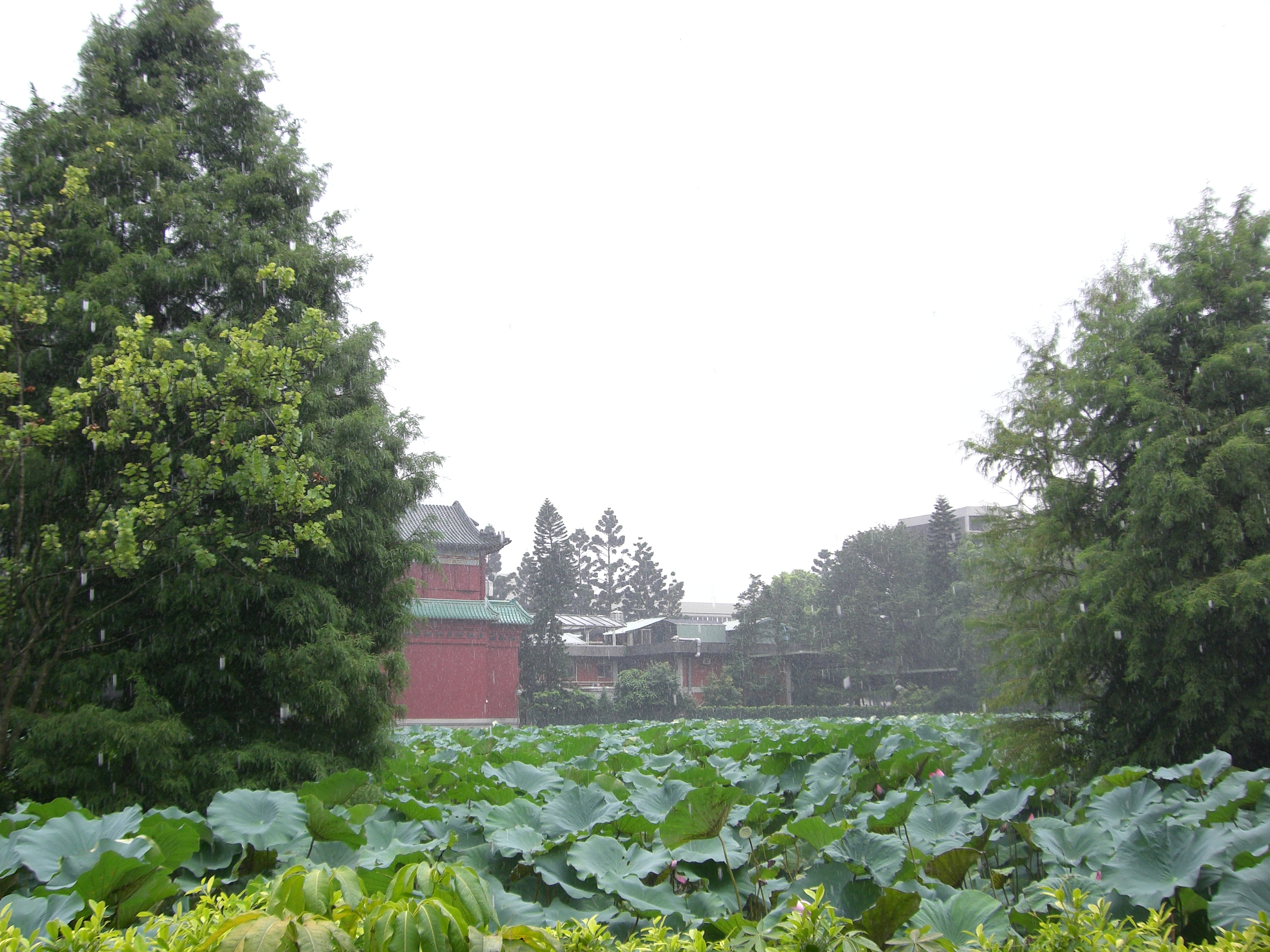
台北植物園
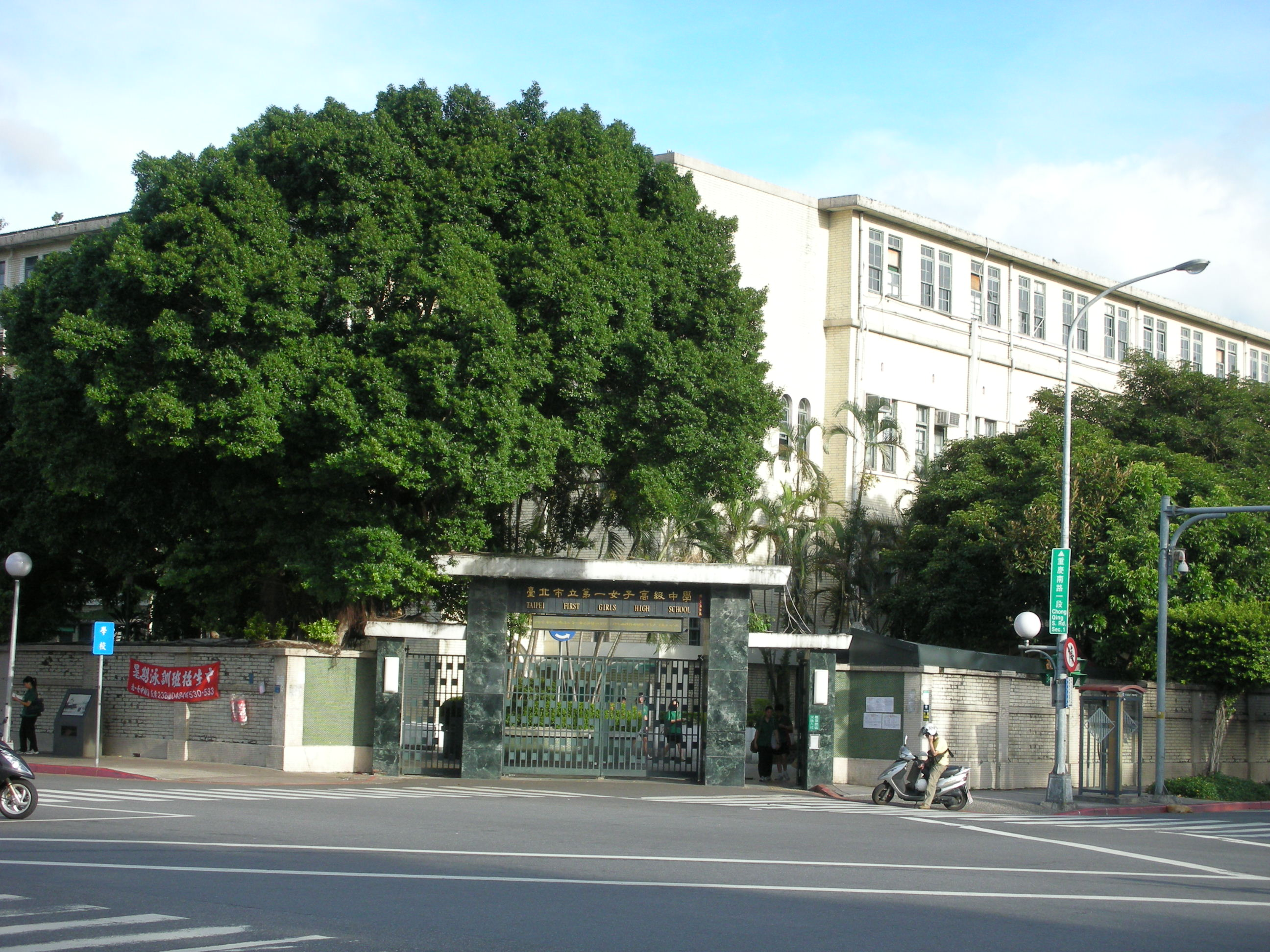
北一女中
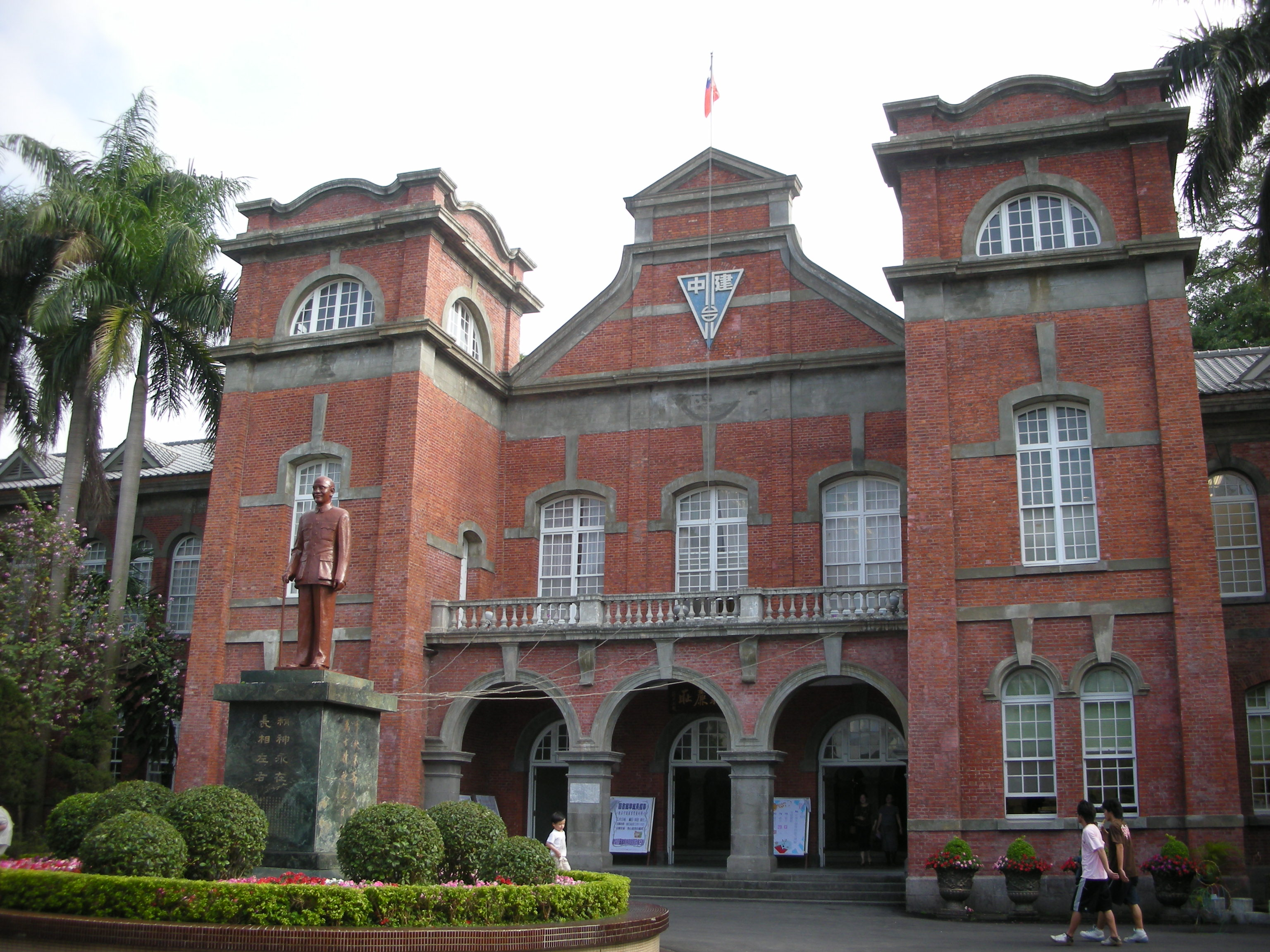
建國中學
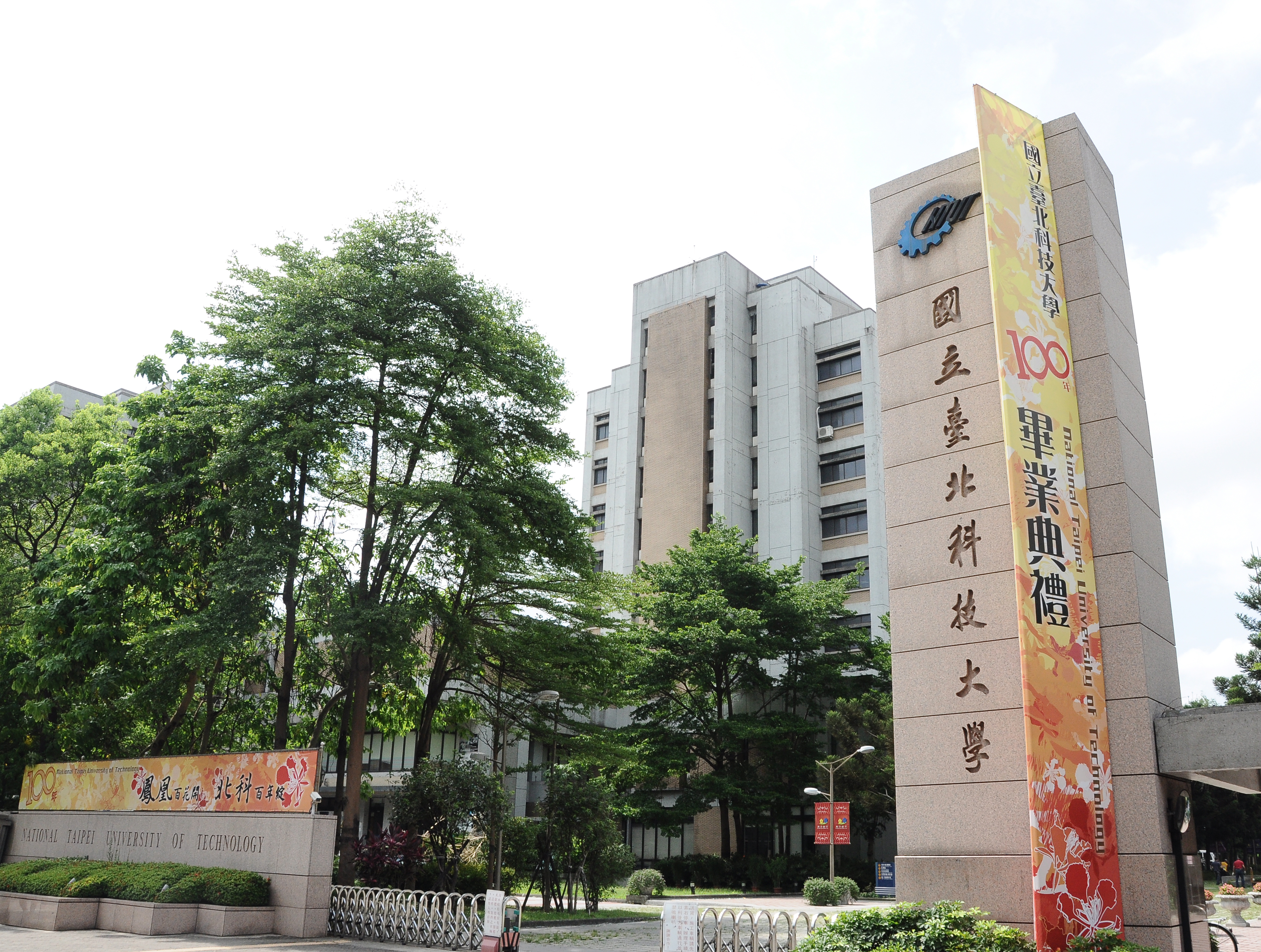
台北科技大學
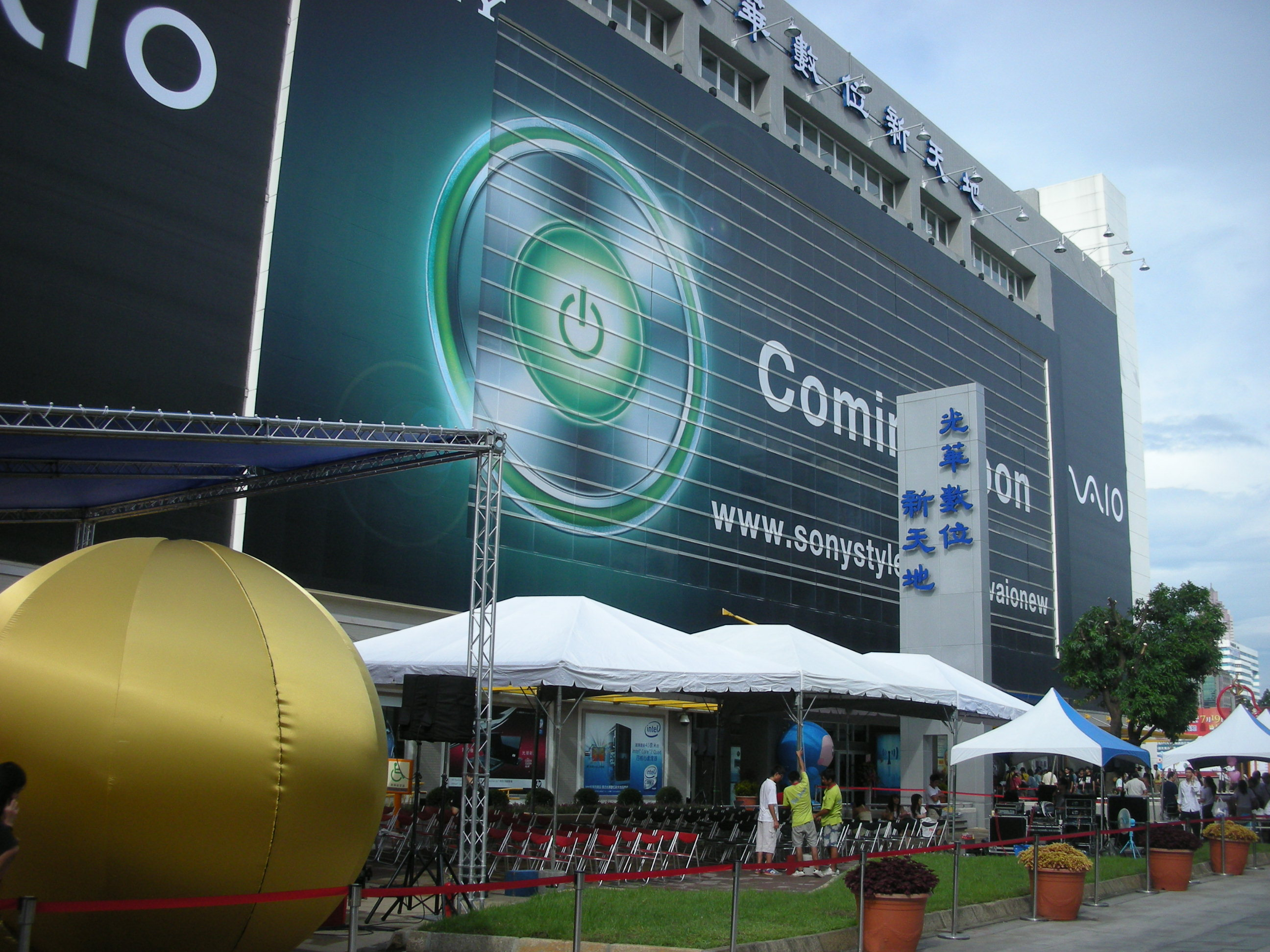
光華商場（光華數位新天地）

## 外部連結
- 臺北市中正區公所（繁體中文）（页面存档备份，存于）